# حادثه آکو
حادثه آکو (به ژاپنی: 赤穂事件 Akō jiken) یا انتقام چهل و هفت رونین یک رویداد تاریخی در قرن ۱۸ است که در آن یک گروه از رونین‌ها (سامورایی‌های بدون ارباب) انتقام مرگ ارباب خود را می‌گیرند. حادثه آکو به رشته حوادث به هم پیوسته‌ای گفته می‌شود که روز چهاردهم از ماه سوم سال چهاردهم گنروکو برابر با ۲۱ آوریل ۱۷۰۱ میلادی، با زخمی شدن کیرا یوشیناکا توسط آسانو ناگانوری آغاز شد و یک سال و نه ماه بعد، در روز چهاردهم از ماه دوازده سال پانزدهم گنروکو برابر با ۳۰ ژانویه ۱۷۰۳ میلادی، با حمله رونین‌های آکو به عمارت کیرا پایان یافت.
مبنای تاریخی روایت در روز چهاردهم مارس در سال ۱۷۰۱ میلادی آغاز می‌شود. توکوگاوا تسونایوشی شوگون حاکم شوگون‌سالاری توکوگاوا، آسانو ناگانوری دایمیوی قلمروی آکو را مأمور پذیرش فرستاده‌ها از دربار امپراتوری در کیوتو قرار داد. شوگون همچنین یکی از اشراف بنام کیرا یوشیناکا را به عنوان مسئول آموزش تشریفات به آسانو ناگانوری منصوب کرد. روز آخر پذیرایی در قلعه ادو، آسانو شمشیر کوتاه واکیزاشی را کشید و قصد کشتن کیرا را داشت. دلایل وی مشخص نیست، اما بسیاری ادعا می‌کنند که توهین کیرا، وی را تحریک کرده‌است. آسانو به انجام سپوکو محکوم شد، اما کیرا هیچ مجازاتی دریافت نکرد. شوگون‌سالاری (باکوفو) همچنین زمین‌های آسانو در قلمروی آکو را نیز مصادره کرد؛ بدین ترتیب سامورایی‌هایی که در خدمت وی بودند نیز کار و محل زندگی خود را از دست دادند و به رونین (سامورایی بدون ارباب) تبدیل شدند. پایان حادثه آکو در یک سال و نه ماه بعد، در روز ۳۰ ژانویه سال ۱۷۰۳ میلادی رخ داد. در این روز اُوایشی یُوشیئو، که یک سامورایی عالی‌رتبه در خدمت آسانو بود، یک گروه چهل و هفت نفری از رونین‌ها را رهبری کرد. آنها به عمارت کیرا در ادو وارد شدند و کیرا را کشته و سپس سر او را بر روی قبر آسانو در معبد سنگاکو (واقع در توکیوی کنونی) گذاشتند. آنها سپس خود را به مقامات رسمی تحویل دادند و پس از گذشت سه ماه، در ۲۰ ماه مارس ۱۷۰۳ میلادی، به حکم شوگون‌سالاری در همان عمارت‌ها با انجام سپوکو (خودکشی آئینی) به زندگی خود پایان دادند.
حادثه چهل و هفت رونین یکی از محبوب‌ترین موضوعات در هنر ژاپن بوده‌است. در دوره گنروکو، نزدیک به ۱۰۰ سال از نبرد سکیگاهارا گذشته بود و در طی این مدت مردم در صلح کامل زندگی می‌کردند و اعتقاد بر این بود که بوشیدو (راه و رسم سامورایی) مربوط به گذشته و داستانی است که دیگر هرگز برنمی‌گردد. با این حال، رؤیای گذشته کاملاً ناگهانی بازگشت؛ و آن انتقام مرگ ارباب توسط ۴۷ رونین بود.
روایت خیالی و الهام گرفته از حادثه چهل و هفت رونین به عنوان چوشینگورا شناخته می‌شود. این داستان در نمایش‌های متعددی از جمله در ژانرهای بونراکو و کابوکی رواج یافت. این داستان همچنین در جهان غرب نیز شناخته شده و محبوب است. در سال ۲۰۱۳، یک فیلم آمریکایی با عنوان چهل و هفت رونین با بازی کیانو ریوز ساخته شد و سپس نسخهٔ دیگری با عنوان آخرین شوالیه‌ها در سال ۲۰۱۵ اکران شد. تا به امروز، داستان وفاداری این ۴۷ رونین در ژاپن همچنان محبوب است و هر ساله در ۱۴ دسامبر، معبد سنگاکو، جایی که آسانو ناگانوری و رونین‌ها دفن شده‌اند، جشنواره بزرگداشت این رویداد را برگزار می‌کند.

## تعریف و نامگذاری
در ژاپن اصطلاحی که برای این واقعه به عنوان یک واقعیت تاریخی به کار می‌رود، «حادثه آکو» است. اما از طرف دیگر، برای جلوگیری از سردرگمی با حوادث دیگری که در خاندان‌های فئودالی قلمروی آکو رخ داده‌است، «حادثه گنروکوی آکو» نیز خوانده شده‌است که به زمان رخداد در دوره گنروکو اشاره دارد.  حادثه آکو به رشته حوادث به هم پیوسته‌ای گفته می‌شود که روز چهاردهم از ماه سوم سال چهاردهم گنروکو برابر با ۲۱ آوریل ۱۷۰۱ میلادی، با زخمی شدن کیرا یوشیناکا توسط آسانو ناگانوری آغاز شد و یک سال و نه ماه بعد، در روز چهاردهم از ماه دوازده سال پانزدهم گنروکو برابر با ۳۰ ژانویه ۱۷۰۳ میلادی، با حمله رونین‌های آکو به عمارت کیرا پایان یافت.
علاوه بر این، اغلب پس از خلق کانادهون چوشینگورا در بونراکو و کابوکی که تحت تأثیر این واقعه ساخته شد، این واقعه در ادبیات و هنر، چوشینگورا خوانده می‌شود. در کودان به آن «سرگذشت آکوگیشی» (یا به سادگی سرگذشت گیشی) می‌گویند. همچنین از دیدگاه ستایش‌آمیز نسبت به چهل و هفت نفری که از کیرا یوشیناکا انتقام گرفتند، این چهل و هفت نفر آکوگیشی (یا به سادگی گیشی به معنی سلحشوران برحق) نامیده شده‌اند. همچنین شرکت‌کنندگان در این انتقام، آکوروشی یا چهل و هفت روشی/رونین نامیده می‌شود، گرچه این نام در دوره گنروکو هنگام وقوع این حادثه کلمه رایجی نبوده‌است و توسط نویسنده کتاب آکوروشی، اوساراگی جیرو (۱۸۹۷ – ۱۹۷۳) رایج و محبوب شده‌است. همچنین ممکن است از اصطلاح «آکورونین» نیز استفاده شود.

## روایت تاریخی

### زمینه
در دوره ادو (۱۸۶۸–۱۶۰۳)، بر اثر توفیق نظام شوگون‌سالاری توکوگاوا در استقرار قانون و نظم و حفظ آن پس از سال‌ها جنگ داخلی، در کشور اثری از جنگ و نبرد نبود و سامورایی‌ها به کارهای دیگر مانند شغل دیوانی یا معلمی مشغول بودند.
طبقه اشراف شامل امپراتور، درباریان، شوگون و دایمیوها (اربابان فئودال) می‌شد. باقی ماندهٔ غیر اشرافی جامعه ژاپن از چهار طبقه سامورایی‌ها، کشاورزان، پیشه‌وران و بازرگانان تشکیل می‌شد. سامورایی‌ها بالاتر از سه طبقه دیگر به‌شمار می‌آمدند و همراه خانواده‌هایشان حدود ۷ تا ۹ درصد جمعیت کشور را تشکیل می‌دادند و از امتیازات اجتماعی و مقرری موروثی بهره‌مند بودند و فقط آنان حق بستن شمشیر داشتند. سامورایی‌ها در بیشتر قسمت‌ها زمین‌های خود را به کلی از دست داده بودند و در داخل یا نزدیک به قلعه ارباب خود زندگی می‌کردند. مقرر بود هر دو سال یک بار، هر دایمیو در ادو (توکیوی کنونی) حضور داشته باشد که سانکین کوتای (به معنای حضور متناوب) خوانده می‌شد. اربابان در طی حضورشان در ادو در عمارت‌های اربابی ادو اقامت می‌کردند و در صورت نیاز به خدمت به شوگون‌سالاری مشغول می‌شدند.
از آنجایی که رهنمودهای مکتب نوکنفوسیوسی در تسلیم و مطیع بودن به مقام‌های حاکم با خواست شوگون‌سالاری توکوگاوا در حفظ نظم و ثبات سیاسی و اجتماعی سازگار بود، مبنای فلسفی و اعتقادی شوگون‌سالاری بیش از همه تحت تأثیر اندیشه‌های این مکتب بود. در خاستگاه اصلی این آیین در چین، تأکید بر وفاداری شخص نسبت به والدین در درجه نخست و پس از آن وفاداری به امیر و فرمانروا قرار داشت، اما در تعبیر این آئین در ژاپن در مورد وفاداری به ارباب و فرمانروا بیش از هر چیز دیگری تأکید شد و در درجه نخست جای گرفت و جزئی از آیین‌های جنگی ساموراییها شد. در اعتقادات اخلاقی کنفوسیوسیِ یک سامورایی، وفاداری به امیر بر هر موضوع دیگری حتی بر وظیفه نسبت به خانواده برتر شمرده می‌شد. کانون اندیشه بوشیدو (راه و رسم سامورایی) در دوره توکوگاوا بر این باور قرار گرفت که یک سامورایی باید در راه ارباب زندگی خود را ایثار کند. عمق وفاداری سامورایی‌ها را می‌توان در فاجعه مرگ چهل و هفت رونین، در راه وفاداری به ارباب یافت. در اواخر دوره ادو این وفاداری بی‌قید و شرط به ارباب کاهش یافت و به تدریج در اثر تغییرات عقیدتی، وفاداری نسبت به امپراتور ژاپن جایگزین آن شد.

### مراسم تبریک سال نو

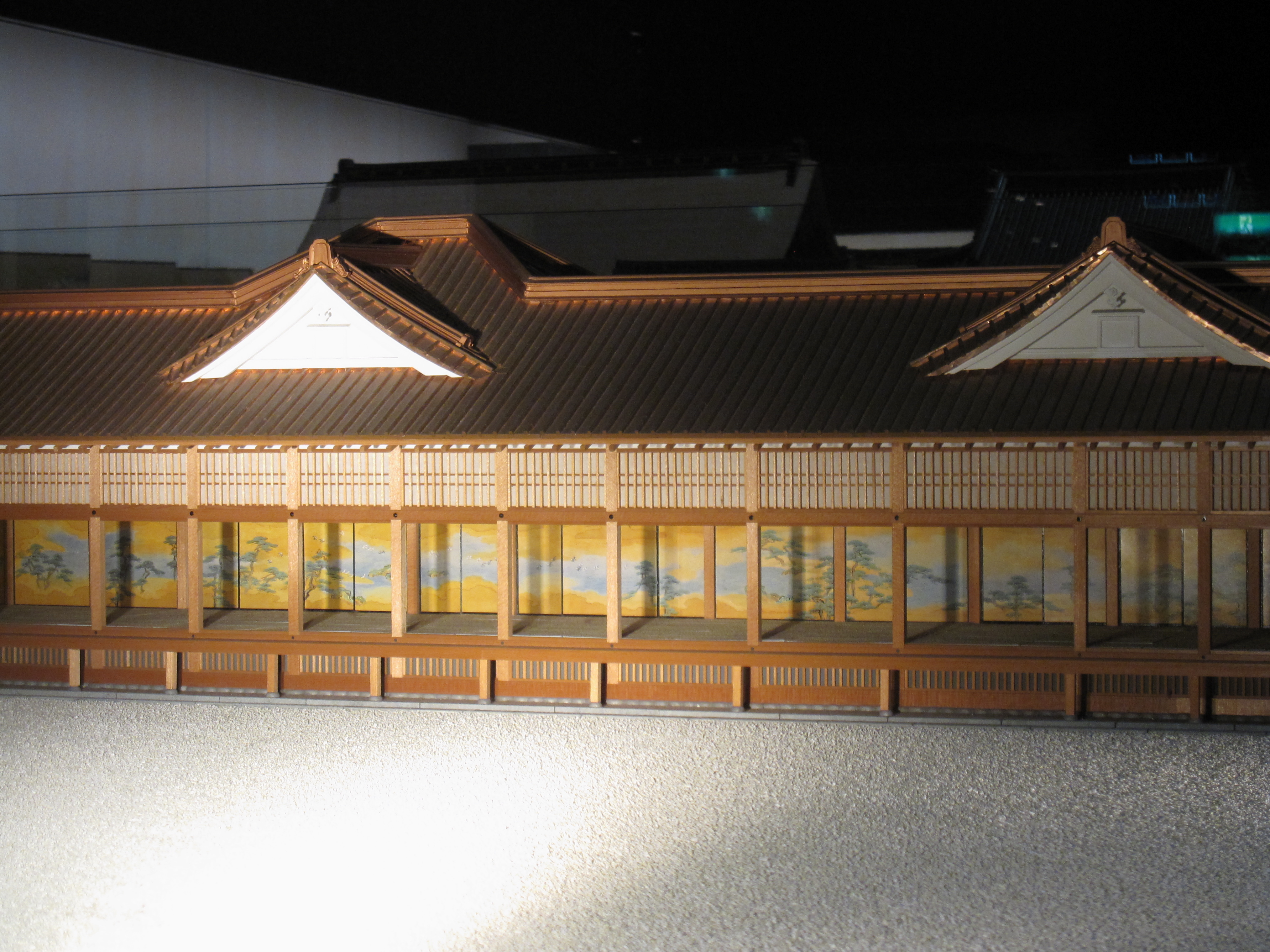
ماکت ساخته شده از راهروی بزرگ کاج در قلعه ادو

شوگون‌سالاری توکوگاوا در شروع هر سال جدید به دربار امپراتوری در کیوتو پیکی می‌فرستاد و سال نو را تبریک می‌گفت، و دربار امپراتوری نیز در پاسخ، پیام‌رسان به قلعه ادو رهسپار می‌کرد. خاندان‌های عالی‌رتبه دایمیو (ارباب فئودالی) به عنوان میزبان و سرگرم‌کننده پیام‌رسان امپراتور عمل می‌کردند و مراسم تشریفاتی را برگزار می‌کردند. در ماه فوریه سال ۱۷۰۱ میلادی، یکی از مقام‌های عالی‌رتبه شوگون‌سالاری به نام کیرا یوشیناکا به عنوان پیام‌رسان تبریک سال نو به دربار کیوتو فرستاده شد. پس از آن در پاسخ به تبریک سال نو، امپراتور هیگاشی‌یاما (تولد ۱۶۷۵ – مرگ ۱۷۱۰) دو مقام درباری را به نزد شوگون‌سالاری توکوگاوا فرستاد، این دو در روز ۱۸ آوریل به ادو رسیدند و قرار بود روز ۲۱ آوریل که آخرین روز مأموریت آنها در ادو بود با شوگون پنجم توکوگاوا تسونایوشی، شوگون حاکم شوگون‌سالاری توکوگاوا، دیدار کنند. آسانو ناگانوری دایمیوی آکو، هیوگو که در حال گذراندن سانکین کوتای در ادو بود، به عنوان زیردست کیرا یوشیناکا به عنوان مسئول پذیرایی از فرستادگان دربار انتخاب شده بود. همچنین کیرا یوشیناکا مسئولیت آموزش مراسم به آسانو ناگانوری را برعهده داشت.

### حمله آسانو به کیرا
در روز ۲۱ آوریل سال ۱۷۰۱، که روز پذیرایی از فرستادگان امپراتور در قلعه ادو بود، در ساعت ۱۱ و نیم صبح، به گفتهٔ شاهد ماجرا کاجیکاوا یوریترو در راهروی بزرگ کاج، هنگامی که کیرا با سه نفر از مقام‌های عالی‌رتبه در راهرو مشغول صحبت بود، آسانو در حالی که در پشت کیرا قرار داشت ناگهان خطاب به وی گفت «آیا کینه‌ها را در این مدت بخاطر دارید؟» و شمشیر کوتاه خود را بیرون کشید. کیرا که تعجب کرده بود رویش را به سمت وی برگرداند و آسانو ضربه‌ای با خنجر به صورت او در قسمت بالای ابرو وارد کرد. پس از آن کیرا فرار کرد اما آسانو او را تعقیب کرد و از پشت یک ضربه دیگر به شانه وی زد. پس از آن کاجیکاوا با گرفتن دست و مهار آسانو مانع از حرکت وی شد.
مقامات شوگون‌سالاری ابتدا شرح ماجرا را از زبان کاجیکاوا یوریترو که زمان حادثه آسانو آنجا بود شنیدند و تأیید کردند که کیرا شمشیر خود را بیرون نیاورده‌است. سپس با آسانو گفتگو کردند و منظور او را از گفتن «آیا کینه‌ها را در این مدت بخاطر دارید؟» پرسیدند که پاسخ آسانو در این باره این بوده که هیچ حرفی برای گفتن ندارد.
به علت کینه شخصی خودم، بدون اینکه از قبل فکر کرده باشم، سعی کردم با خنجرم کیرا را بکشم که منجر به زخمی شدن او شد. هیچ دلیلی برای اعتراض به مجازاتم وجود ندارد. با این حال، افسوس می‌خورم که نتوانستم او را از بین ببرم.
از طرف دیگر، از کیرا پرسیده شد که آیا ممکن است در مورد علت کینه آسانو نسبت به خود نظری داشته باشد؟
 من کینه‌ای به خاطر نمی‌آورم و فکر می‌کنم آسانو دچار جنون شده بود. من یک پیرمرد هستم و به یاد ندارم که چیزی گفته باشم که کینه به بار بیاورد.
با این حال، بدیهی است که اگر می‌گفت که علت کینه را به خاطر می‌آورد، در وضعیت بدی قرار می‌گرفت، بنابراین حتی اگر از علت کینه آگاه بود، ممکن است آن را پنهان کرده و به این طریق شهادت داده باشد. پس از بازجویی، آسانو به عمارت اربابی تامورا تاتسوآکی فرستاده شد تا در آنجا منتظر حکم شوگون باشد.
گرچه زخم سطحی بود اما این گستاخی و آداب‌شکنی ارباب آسانو، به یک مقام بلندپایه شوگون‌سالاری در حریم محل زندگی شوگون یک جرم جدی تلقی می‌شد. هر نوع خشونت، در قلعه ادو کاملاً ممنوع بود. واقعهٔ خارج کردن خنجر از غلاف در قلعه ادو چنان خشم سالار جنگ شوگُون تسُونایوشی را برانگیخت که دستور داد تا آسانو در همان روز دست به سِپُّوکُو (شکم-دری آئینی) بزند اما کیرا هیچ مجازاتی دریافت نکرد. شوگون‌سالاری (باکوفو) همچنین قلعه و زمین‌های آسانو ناگانوری در قلمروی آکو را نیز مصادره کرد.
هر چند کیرا یوشیناکا در این حادثه بدون تقصیر شناخته شد اما به علت سنگینی مجازات آسانو و به وجود آمدن احساس همدردی با او، نگاه و نظرها نسبت به کیرا سرد و سخت‌گیرانه شده بود. در نوشته‌ای که از همان زمان برجا مانده، آمده‌است که «از دیدگاه بوشیدو (راه و رسم سامورایی) فرار کیرا از آسانو که بر روی او شمشیر کشیده بود، عملی ننگ‌آور برای یک سامورایی است.» کیرا یوشیناکا با آگاهی بر اینکه افکار جمعی علیه او است، روز ۳ مه، تقاضای استعفای خود را از منصب کوکه یا مسئول برگزاری مراسم را به شوگون‌سالاری، تحویل داد.

### تسلیم قلعه آکو

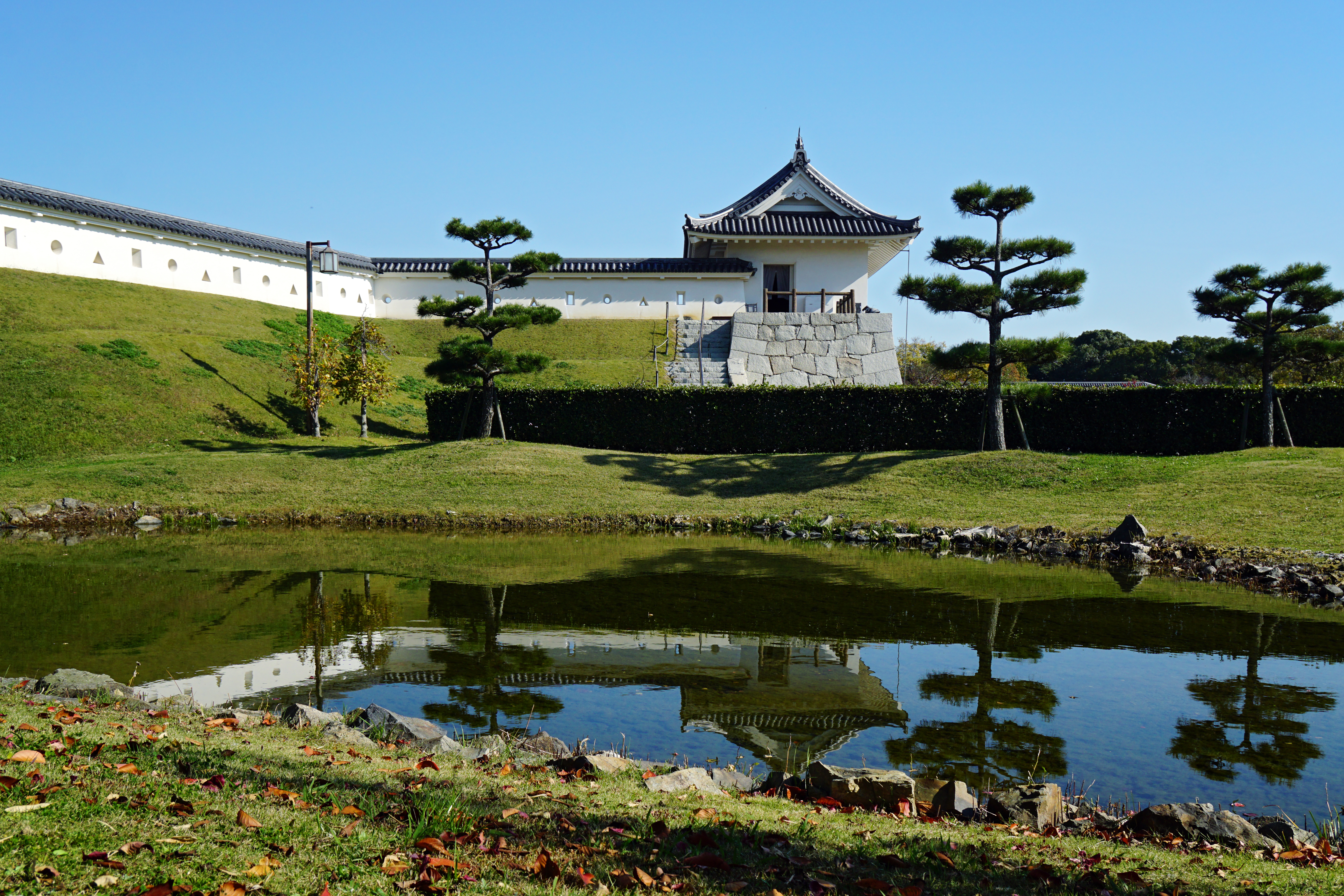
آثار باقیمانده از قلعه آکو

یکی از ملازمان خاندان آسانو به نام کایانو شیگه‌زانه در زمان حادثه زخمی کردن کیرا توسط اربابش آسانو در ادو بود، پس از مطلع شدن از ماجرا، ساعت چهار بعدازظهر به همراه یک سامورایی دیگر ادو را به قصد رساندن خبر این حادثه به قلمروی آکو ترک کردند. از شهر ادو تا قلمروی آکو ۶۲۰ کیلومتر فاصله بود. هیکاکوها (پست‌رسان‌ها) این فاصله را در ۸ روز طی می‌کردند، با این حال پس از گذشت تنها ۴ روز و نه ساعت آنها خود را به قلمروی آکو رساندند. پیک دوم پس از انجام سپوکوی آسانو راهی قلمروی آکو شد.
پس از خودکشی آسانو، املاک و قلعه‌اش مصادره شد. در آن زمان بیش از ۳۰۰ سامورایی در خدمت خاندان آسانو بودند و بدین ترتیب سامورایی‌هایی که در خدمت وی بودند نیز کار و محل زندگی خود را از دست دادند و به رونین (سامورایی بدون ارباب) تبدیل شدند.
پس از رسیدن پیک دوم که حامل نامه برادر ارباب سابق بود و در آن دستور مبادلهٔ اوراق بهاداری که توسط قلمرو آکو چاپ شده بود، با پول نقد داده شده بود. در آن زمان در صورت ورشکستگی معمولاً چنین اوراق بهاداری ارزش خود را به کلی از دست می‌دادند و چیزی بیشتر از یک ورق پاره ارزش نداشتند. اُوایشی یُوشیئو، رئیس ملازمان خاندان، ۶۰ درصد از ارزش اسمی این اوراق را به مردم پس داد. این در مقایسه با پرداخت موارد مشابه بسیار زیاد بود و هرچند کسانی که اوراق را تهیه کرده بودند متحمل زیان شده بودند، ولی از عملکرد مقام‌های قلمروشان خشنود شدند.
وابستگان به خاندان آسانو در برابر این واقعیت که فقط آسانو محکوم شده‌است، خشمگین بودند. بحث و گفتگوها با محوریت رهبر آنها اُوایشی یُوشیئو انجام شد. اُوایشی برای دریافتن میزان اراده آنها، پیشنهاد سنگر گرفتن در قلعه آکو و حتی انجام جونشی (به معنای «خودکشی در راه وفاداری») را مطرح کرد. پس از طرح این پیشنهاد، حدود ۶۰ نفر از رونین‌ها پیمان‌نامه‌هایی را که با خون خود آن را امضا کرده بودند، به وی تسلیم و موافقت خود را برای خودکشی اعلام کردند. بر طبق فرضیه‌های مطرح شده، قصد اُوایشی از دادن چنین پیشنهادی تنها محک زدن و شناسایی کسانی بود که از وی پیروی می‌کردند.
یکی از چهل و هفت رونین هوریبه یاسوبه که در هنگام مرگ اربابش آسانو ناگانوری در ادو بود، قبل از تحویل قلعه، به همراه دو ملازم دیگر خاندان آسانو، جهت گفتگو با اُوایشی به قلمروی آکو آمد. هوریبه یاسوبه بر استفاده از شمشیر و کشتن کیرا یوشیناکا اصرار داشت و معتقد بود که انتقام نگرفتن (آدائوچی) موجب خدشه‌دار شدن عزت و آبروی آنان خواهد شد. اما سرانجام تصمیم گرفته شد که طبق دستور شوگون پنجم قلعه آکو را تسلیم کنند. در این مرحله، هنوز راهی برای احیای خاندان آسانو با رهبر قرار دادن آسانو ناگاهیرو، برادر کوچکتر ارباب قبلی وجود داشت و به نظر رسید که ماندن در قلعه و جنگیدن و همچنین جونشی نفعی برای خاندان آسانو ندارد.
در حالی که اُوایشی در حال انجام کار بر روی کارهای باقیمانده تحویل قلعه بود، همسرش، اُوایشی ریکو به همراه سه فرزند کوچکترش برای مدتی به خانه پدری‌اش بازگشتند و پسر ارشدش در کنار او باقی ماند. پس از آن، اُوایشی در یاماشینا، کیوتو محلی برای اقامت اجاره کرد و ریکو نیز در اوایل ماه اوت به همسرش در کیوتو پیوست. در طی زندگی این زوج در کیوتو، ریکو دوباره باردار شد.

### تقابل اُوایشی و هوریبه

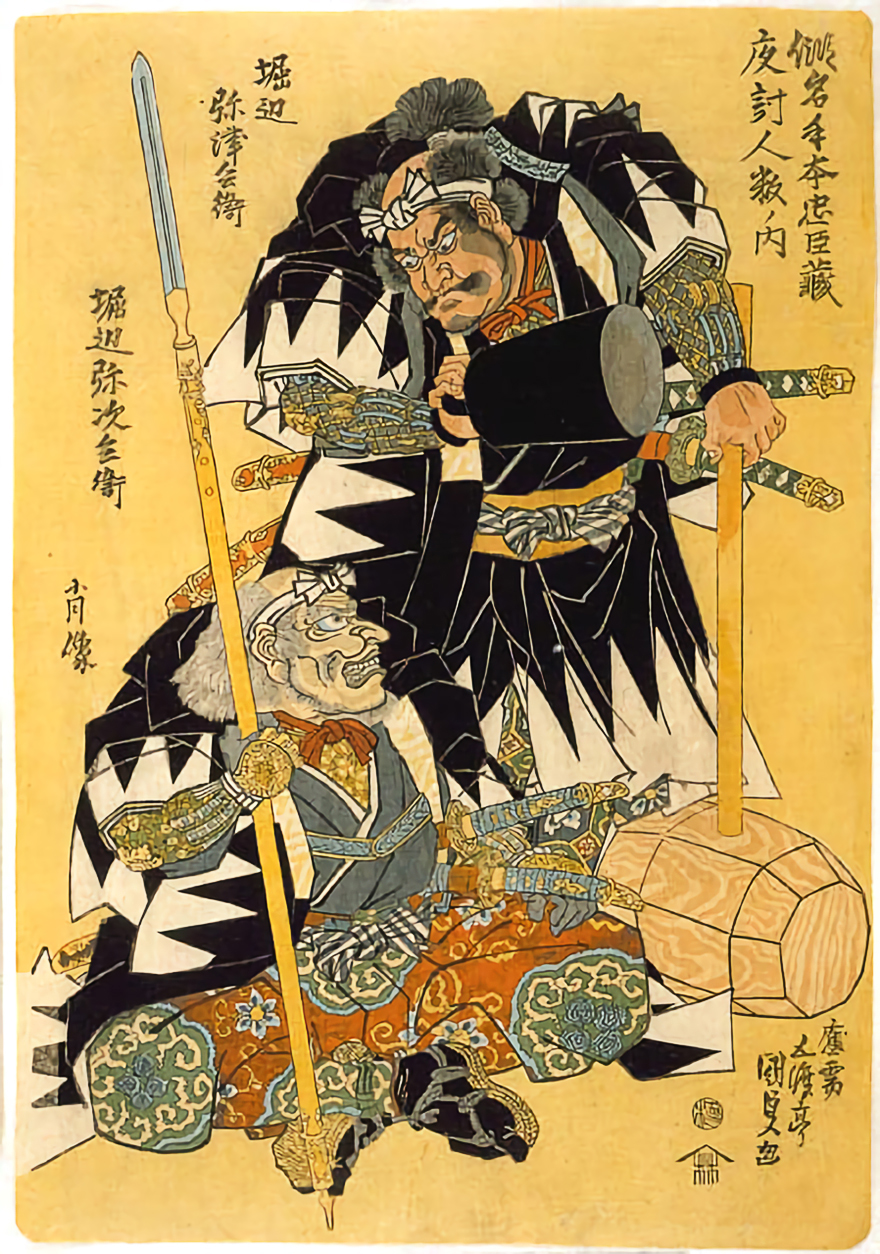
یک تصویر خیالی از هوریبه یاسوبه (ایستاده) در کنار یکی دیگر از رونین‌ها، پدرخوانده‌اش هوریبه کانامارو (نشسته)

هنگامی که رونین‌ها هر کدام به مناطق مختلف نقل مکان کردند و مستقر شدند، بین آنها در مورد چگونگی رفتار در آینده درگیری به‌وجود آمد. تقابل نظر، عمدتاً با محوریت اُوایشی و هوریبه یاسوبه ادامه داشت. هوریبه یاسوبه از ملازمان خاندان آسانو بود که قبل از مرگ اربابش در عمارت اربابی ادو خدمت می‌کرد. گروه اُوایشی را «گروه صعود تدریجی» (上方漸進派) و گروه هوریبه یاسوبه، «گروه تندروی ادو» (江戸急進派) نامیده شده‌اند.
اُوایشی برای حمله به کیرا، منتظر نتیجه دو خواسته از شوگون‌سالاری بود؛ یکی احیای خاندان آسانو و دیگری مجازات کیرا. اگر هیچ‌کدام انجام نمی‌شد او با حمله موافق بود. اُوایشی در تلاش بود که از برادر ارباب قبلی آسانو ناگاهیرو حمایت و خاندان آسانو را احیا کند. خاندان اُوایشی با خاندان آسانو خویشاوندی نزدیک داشتند و چندین نسل بود که به خاندان آسانو و قلمروی آکو خدمت می‌کردند؛ بنابراین احیای خاندان آسانو برای او به معنی «وفاداری» بود.
از طرف دیگر، قصد هوریبه از ابتدا انجام آدائوچی (به معنای انتقام مشروع) بود و برای حمله به اقامتگاه کیرا، رونین‌های آکو را به ادو فرا می‌خواند. هوریبه یک بار دیگر نیز رونین شده بود و به علت مهارت در شمشیربازی توجه خاندان ارباب سابق آسانو ناگانوری را جلب کرده و به استخدام او درآمده بود. از نظر هوریبه آسانو ناگاهیرو هیچ چیز به جز برادر ارباب قبلی نبود، در نگاه هورینه «وفاداری» این بود که انتقام خون ارباب وی از کیرا گرفته شود.

### تغییر محل سکونت و بازنشستگی کیرا
عمارت اربابی کیرا در نزدیکی قلعه ادو قرار داشت اما از آنجائیکه انتظار حملهٔ رونین به عمارت کیرا می‌رفت، به دستور شوگون‌سالاری، در ماه اکتبر ۱۷۰۱، کیرا یوشیناکا به حومه شهر نقل‌مکان کرد. همچنین در ماه دسامبر (روز یازدهم از ماه دوازده گنروکو) او از رهبری خاندان کیرا بازنشسته شد و پسرخوانده‌اش کیرا یوشیچیکا (۱۶۸۶ –۱۷۰۶) رهبری خاندان کیرا را به جای او برعهده گرفت.

### جلسه ادو
در روز ۹ دسامبر ۱۷۰۱، «جلسه ادو» در عمارت سابق اربابی آکو برگزار شد. هوریبه یاسوبه در این جلسه عنوان می‌کرد که حمله انتقامی در هنگامی که آسانو ناگاهیرو، برادر کوچکتر ارباب قبلی در حبس خانگی قرار دارد، برای او مشکلی به وجود نخواهد آورد. از طرف دیگر، اُوایشی اصرار داشت که برای حمله، بهتر است صبر کنند و امنیت ناگاهیرو را در نظر داشته باشند. در پایان جلسه، رونین‌ها نظر دادند که اگر مهلت و زمان انتقام تعیین نشود، روحیه و انگیزه همه از بین خواهد رفت و اُوایشی قول داد که تا سوم مارس سال بعد، اگر تلاش جهت احیای خاندان آسانو به نتیجه نرسید، انتقام از سر گرفته شود.

### خودکشی کایانو شیگه‌زانه
پس از واگذاری قلعه آکو در ۲۶ مه سال ۱۷۰۱، یکی از رونین‌های آکو، کایانو شیگه‌زانه به خانه پدری‌اش بازگشت و از پدرش اجازه خواست که به ادو برود. اما پدرش مخالفت کرد و مصرانه از وی خواست که به عنوان ملازم برای خاندان اوشیما، که خود او نیز در خدمت آنها بود، کار کند. از آنجائیکه در این زمان خاندان اوشیما با خاندان کیرا که رونین‌ها قصد انتقام از آن را داشتند، روابط بسیار نزدیکی برقرار کرده بود، شیگه‌زانه که می‌بایست بین وفاداری به خاندان آسانو و دوستانش در قلمروی آکو، یا پیروی و وفاداری به پدرش یکی را انتخاب می‌کرد؛ چون انتخاب هر کدام به معنای خیانت به دیگری بود، وی تحت فشار روانی قرار گرفت. او در طی نامه ای که به اُوایشی نوشت، قصد خود را برای انجام سپوکو در ۱۰ فوریه ۱۷۰۲ به اطلاع وی رساند و از اینکه نمی‌توانست به قولی که داده بود عمل کند، عذرخواهی کرد. شیگه‌زانه در هنگام خودکشی ۲۸ سال داشت. قبر او امروزه در معبد سنگاکو در توکیو در کنار قبر چهل و هفت رونین قرار دارد.

### جلسه یاماشینا
«جلسه یاماشینا» در روز ۱۳ مارس سال ۱۷۰۲ در کیوتو برگزار شد. اُوایشی در این جلسه همچنان برای ادامهٔ تلاش جهت احیای خاندان آسانو و دعوت رونین‌ها به صبر تأکید کرد. اما همزمان، مشغول پیشبرد حمله انتقام و گفتگوهای مخفیانه با دیگر رونین‌ها نیز بود؛ بنابراین از آنجا که در پیوندنامه‌شان آمده بود: «با همسر و فرزندان صحبت نکنید» تا محرمانگی عملیات حفظ شود، و او نیز می‌خواست که احتیاط لازم برای حفظ اطلاعات را به عمل بیاورد، به جز پسر ارشدش که به رونین‌ها پیوسته بود، هیچ‌یک از دیگر اعضای خانواده اش را در جریان نگذاشت. وی پسر ارشدش را نزد خود نگه داشت و در ۱۱ مه، به منظور اینکه از مجازات آتی خانواده‌اش جلوگیری کند، از همسرش، ریکو، طلاق گرفت و او را به همراه سه فرزند دیگرش به خانه پدری ریکو فرستاد. سه ماه بعد، ریکو، اُوایشی دایسابورو، پسر سوم خانواده را به دنیا آورد.

### جلسه مارویاما
در روز ۱۱ اوت، حکم تبعید برادر کوچکتر ناگانوری، آسانو ناگاهیرو صادر شد و به این ترتیب امیدها برای احیای خاندان آسانو پایان یافت. ده روز بعد از آن «جلسه مارویاما» در کیوتو برگزار شد و تصمیم قطعی برای انتقام گرفته شد. طبق وعده در جلسه مارویاما، اُوایشی در روز ۲۵ نوامبر کیوتو را ترک کرد. در طول مسیر، او برای دعا به معبد هاکونه رفت و همچنین از مقبره برادران سوگا، که به انجام آدائوچی (انتقام) معروفند نیز دیدن کرد و برای موفقیت انتقام دعا کرد. در این هنگام، او سنگ قبر را کمی تراشید و در کاغذ پیچید و در جیب خود گذاشت. سپس در راه ادو به معبد تسوروگائوکا هاچیمانگو رفت و برای پیروزی دعا کرد. در روز ۱۴ دسامبر در خانه یکی از رونین‌ها در روستای هیکن در کاواساکی نزدیکی ادو وارد شد و مدتی در آنجا به طرح نقشه برای حمله مشغول شد. سرانجام در روز ۲۳ دسامبر وارد ادو شد.
هنگامی که تصمیم به حمله به محل سکونت کیرا گرفته شد، رونین‌های آکو یکی پس از دیگری به سمت ادو حرکت کردند. آنها از اسم مستعار استفاده می‌کردند و خود را پزشک، شمشیرزن و دارای مشاغل دیگر نشان می‌دادند تا کسی به آنها مشکوک نشود. آنها برای اقامت خود در ادو ۱۵ مکان تهیه کردند. اُوایشی پس از وارد شدن به ادو، در مسافرخانه‌ای که از قبل پسرش در آنجا اقامت داشت، در نیهونباشی اقامت گزید.

### بازپس دادن پیمان‌نامه‌ها
در هنگام تحویل قلعه آکو در حدود ۶۰ نفر از رونین‌ها پیمان‌نامه‌ای را با خون امضا و آن را با اُوایشی رد و بدل کرده بودند که در طی ماه‌های پس از آن تعداد کسانی که این پیمان‌نامه را به اُوایشی تسلیم کردند به ۱۲۰ نفر رسید. پس از انحلال خاندان آسانو رونین‌ها پراکنده شده بودند و تماس با بسیاری از این رونین‌ها برقرار نشده بود و از آنجایی که شکست برای این برنامه بزرگ قابل جبران نبود، اُوایشی برای مطمئن شدن از همراهی رونین‌ها دست به یک غربالگری زد و «بازپس دادن پیمان‌نامه‌ها» را انجام داد. بدین ترتیب که سه نفر از رونین‌ها به دستور وی با یک یک کسانی که پیمان‌نامه‌ها را امضا کرده بودند، دیدار کردند و ضمن اطلاع دادن لغو نقشه حمله پیمان‌نامه‌ها را پس دادند. تنها در صورت اعتراض رونین بود که آنها قصد واقعی خود را برای همرزمانشان فاش می‌کردند. به این ترتیب تعداد همرزمان که حدود ۱۲۰ نفر بودند، به حدود ۵۰ نفر رسید که کمتر از نصف بود.
۲۵ دسامبر، رونین‌ها توانستند نقشه عمارت اربابی کیرا را به دست بیاورند. در همین ماه اُوایشی نیز از کیوتو به ادو نقل مکان کرد.

### جلسه فوکاگاوا
رونین‌ها پس از مدت‌ها بیکاری، از نظر مالی به شدت در مضیقه افتاده بودند؛ برخی حتی با رسیدن فصل پاییز توان خرید یک دست لباس اضافی نداشتند و پرداخت اجاره‌خانه برخی‌هایشان عقب افتاده بود. اُوایشی به رونین‌ها کمک مالی می‌کرد اما پولی که از قلمروی آکو در دست او باقی مانده بود، تحلیل رفته بود و کار زیادی از دستش برنمی‌آمد.
در ۱۸ ژانویه سال ۱۷۰۳، بحث و طرح‌ریزی در مورد جزئیات حمله به عمارت کیرا در «جلسه فوکاگاوا» در چایخانه روبروی معبد فوکاگاوا هاچیمان در ادو انجام شد. بر حسب اطلاعات به دست آمده در ۳۰ ژانویه، مراسم چای ژاپنی در محل سکونت کیرا برگزار می‌شد و مشخص بود که خود کیرا در آن روز در خانه حضور دارد؛ بنابراین تاریخ حمله در نیمه شب تعیین شد.
در ماه دسامبر، درست قبل از حمله نهایی، رونین‌هایی که در این حمله شرکت داشتند، نامه‌هایی برای خانواده‌هایشان ارسال کردند. در میان آنها، تعداد کمی نوشتند که شرکت در این حمله را برای انتقام گرفتن از مرگ ارباب آسانو انجام می‌دهند. اما بیشترِشان دلیل کارشان را با نوشتن جملاتی نظیر «وظیفه به عنوان یک سامورایی» یا «پیروی از آیین سامورایی» یا «این کاری است که یک سامورایی باید انجام دهد»، «فرار از این برای کودکان و برادران کوچک‌تر نیز خوب نیست» ابراز کردند. به‌طور خلاصه به نظر می‌رسد حفظ عزت و احترامشان به عنوان یک سامورایی برای آنان ارزش و اهمیت داشته‌است.

### حمله به عمارت کیرا

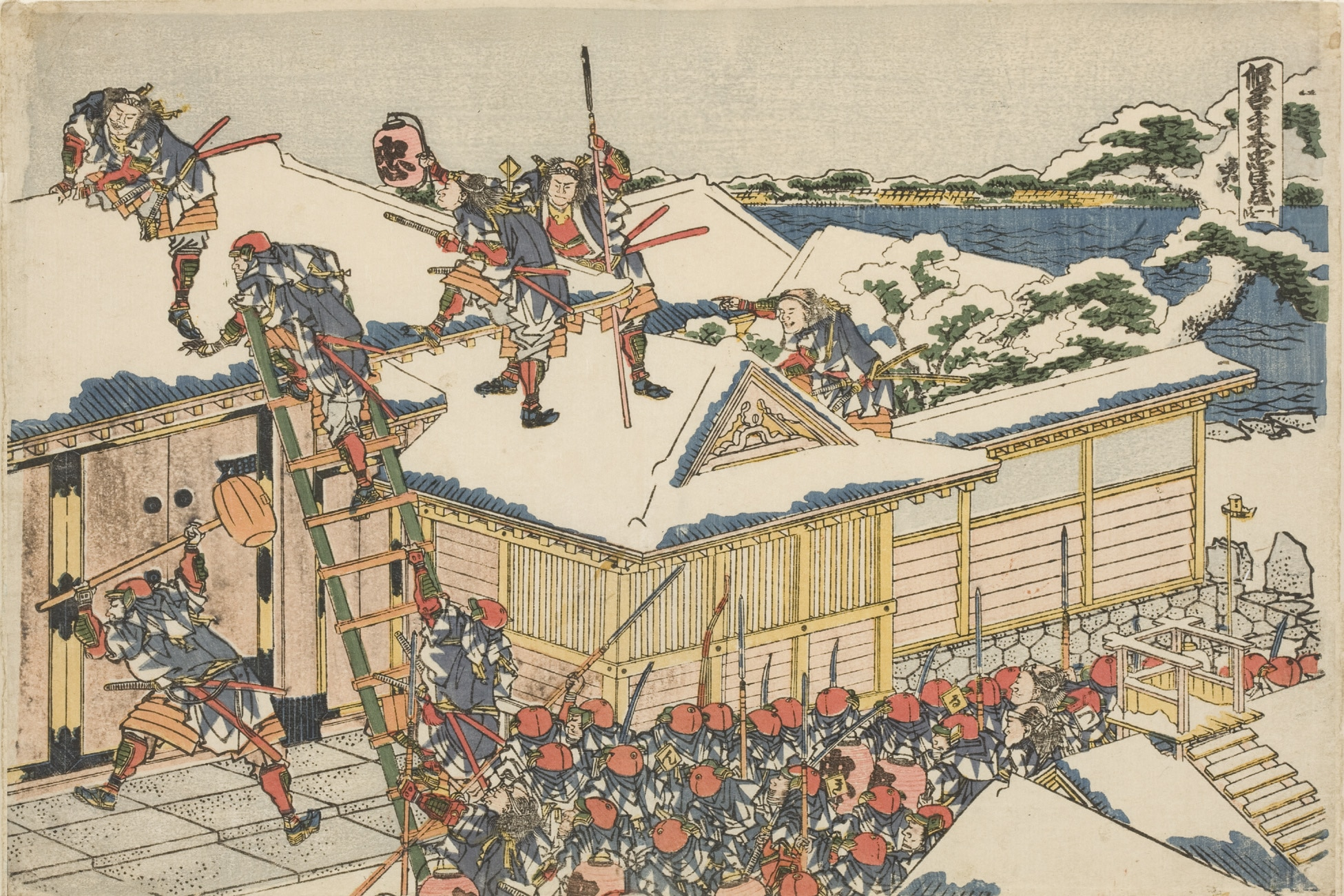
حمله رونین‌ها به عمارت کیرا در ۳۰ ژانویه ۱۷۰۳، برابر با روز چهاردهم از ماه دوازده، سال پانزدهم گنروکو

یک سال و نه ماه بعد از کشته شدن آسانو، در ۳۰ ژانویه ۱۷۰۳ ، اُوایشی، یک گروه چهل و شش نفری از رونین‌ها را برای حمله به عمارت کیرا رهبری کرد. آنها جهت حمله لباس آتش‌نشان‌ها را بر تن کرده بودند. در آن زمان ادو غالباً دچار آتش‌سوزی می‌شد، بنابراین حرکت گروهی آتش‌نشان سوء ظنی ایجاد نمی‌کرد و به علت گشادی لباس آنان، سلاح‌ها بدون مشکل در زیر لباسشان پنهان می‌شد. آنها حدود ساعت ۴ صبح به عمارت کیرا در ادو وارد شدند. یک گروه با شکستن دروازه اصلی جلویی و گروه دیگر از در عقب وارد عمارت کیرا شدند. در درون عمارت حدود ۱۰۰ نفر از سامورایی‌ها و خدمه ساختمان حضور داشتند اما گمان می‌رود که تنها ۴۰ نفر از آنان در نبرد با مهاجمان خود را درگیر کردند. ملک کیرا حدود ۸۶۰۰ متر بزرگی داشت و یافتن او در این ملک آسان نبود. تا رسیدن رونین‌ها به اتاق خواب کیرا، او از این اتاق گریخته بود. از آنجایی که رختخواب او هنوز گرم بود، رونین‌ها به جستجوی او در عمارت مشغول شدند. سرانجام هنگامی که به اتاقی مانند انبار در پشت آشپزخانه می‌خواستند وارد شوند، دو تن از ملازمان کیرا به قصد حمله بیرون آمدند که توسط رونین‌ها کشته شدند. سپس تاکه‌بایاشی تاکاشیگه در انبار پیرمردی با لباس سفید یافت و نیزه را بر بدن او فروکرد. او دست به شمشیر کوتاه خود برد قصد مقاومت داشت اما هازاما میتسواوکی سر او را گرفت و از تن جدا کرد. از آنجایی که حدس زده می‌شد شخص کشته شد کیرا باشد، شانه او را بررسی کردند و چون اثر زخم شمشیر بر روی شانه باقی مانده و همچنین یکی از خادمان عمارت هویت او را تأیید کرده بود، با بلند کردن صدای سوت دیگران را باخبر کردند، ساعت ۶ صبح رونین‌ها عمارت را ترک کردند. از طرف مدافعان کیرا ۱۶ نفر کشته و ۲۱ نفر زخمی شده بودند، اما از طرف دیگر رونین‌ها هیچ کشته‌ای نداشتند و تنها دو نفر زخمی شده بودند.
به یکی از رونینها، تراساکا نوبویوکی، دستور داده شد که به قلمروی آکو سفر کند و گزارش دهد که انتقام آنها به اتمام رسیده‌است. اگرچه نقش کیچیئمون به عنوان یک پیام‌رسان، در بیشتر نسخه‌های این داستان پذیرفته شده‌است، اما نسخه‌های دیگری از داستان هم وجود دارد که او قبل یا بعد از نبرد فرار می‌کند، یا اینکه دستور گرفته قبل از اینکه رونین‌ها خود را تحویل دهند، بگریزد. در نتیجه تعداد رونین‌های دستگیر شده ۴۶ نفر بود. تراساکا ۴۵ سال بعد از این حادثه زندگی کرد تا اینکه در سال ۱۷۴۷ در سن ۸۳ سالگی به مرگ طبیعی درگذشت.

### رفتن به معبد سنگوکو

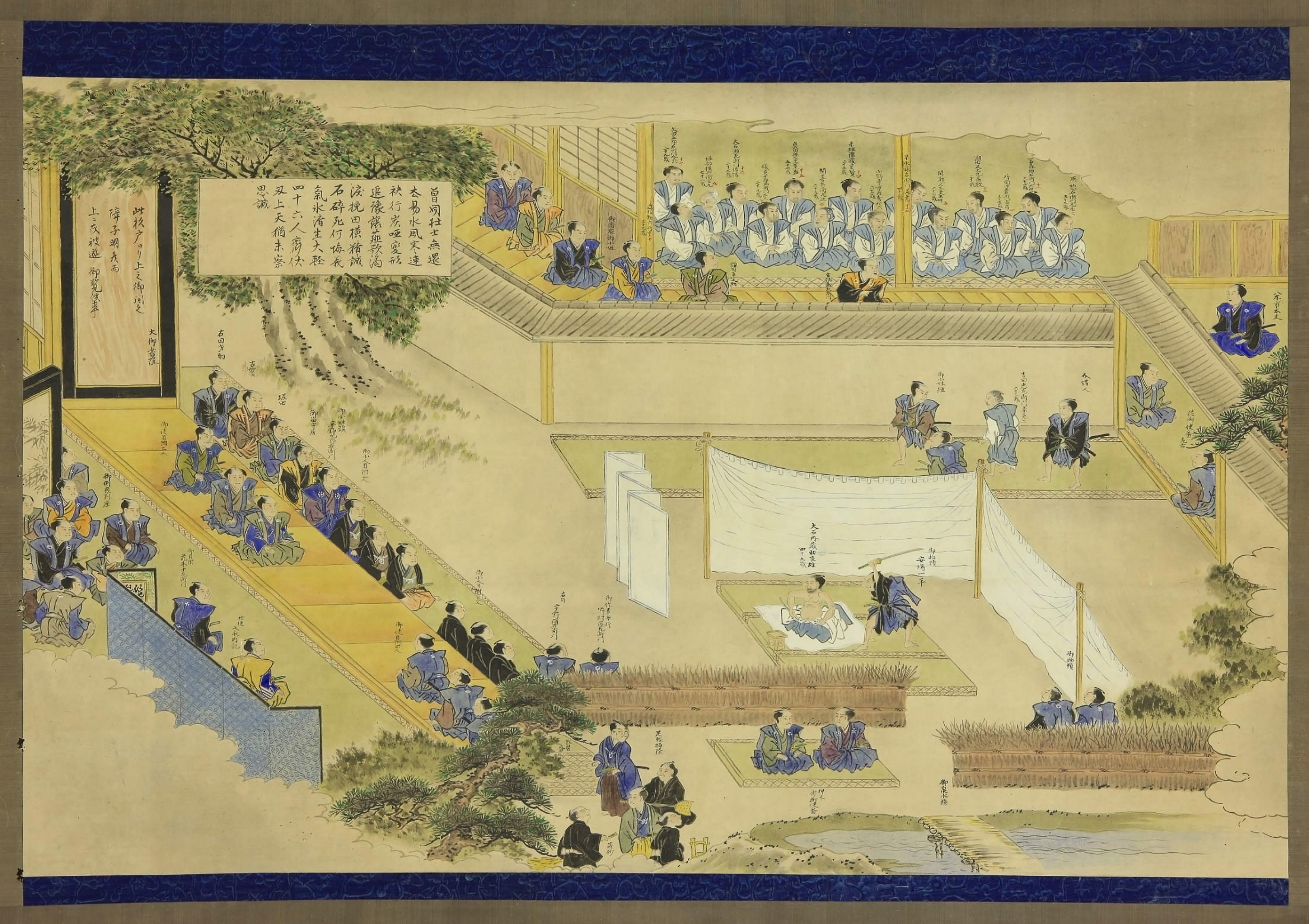
یک نقاشی از نحوهٔ انجام سپوکوی اُوایشی در عمارت اربابی هوسوکاوا

پس از کشته شدن کیرا یوشیناکا و خروج رونین‌ها از عمارت، رونین‌ها به طرف قبر ارباب خود آسانو ناگانوری در سِنگاکُو (واقع در محله تاکاناوا در توکیوی کنونی) روانه شدند. در ساعت ۹ صبح رونین‌ها سر بریده‌‌شده کیرا را بر روی قبر آسانو گذاشتند. دو نفر از آنها که قبل از رسیدن به معبد جدا شده بودند جهت گزارش دادن حادثه و تسلیم از طرف گروه نزد یک مقام شوگون‌سالاری به نام سنگوکو هیسانائو رفتند. سنگوکو هیسانائو به اظهارات دو رونین گوش داد و سپس برای اطلاع‌رسانی به طرف قلعه ادو رفت. مقام‌های شوگون‌سالاری پس از آن وارد بحث شدند. ارباب هوسوکاوا تسوناتوشی به‌طور اتفاقی در آن روز در قلعه ادو بود. از طرف مقام روجو (ریش سفید شوگون‌سالاری)، به وی دستور داده شد که از ۱۷ نفر از رونین‌ها در عمارت اربابی خود در ادو نگهداری کند. در مدتی که رونین‌ها در عمارت هوسوکاوا در اسارت بودند، او به عنوان مهمانان عالی‌رتبه با آنان رفتار کرد و تا زمان اعلام فرمان مرگ، پذیرایی کاملی از آنان به عمل آورد. اُوایشی در کنار دیگر رونین‌ها در همان عمارت هوسوکاوا پس از صدور حکم دست به سپوکو زد.

### اسامی رونین‌ها و محل نگهداری بعد از دستگیری
رونین‌ها پس از دستگیری تقسیم شدند و به عمارت اربابی چهار دایمیو زیر فرستاده شدند. باقیماندهٔ تمامی این چهار عمارت در بخش میناتو در توکیو قرار دارند و از مناطق تاریخی این شهر به‌شمار می‌آیند.
| نام دایمیو          | مکان عمارت اربابی | توضیحات | تصویر |
| ------------------- | ----------------- | --- | ----- |
| هوسوکاوا تسوناتوشی  | محله یکِ تاکاناوا  | ۱۷ رونینی که در عمارت او نگهداری می‌شدند، عبارت بودند از: اُوایشی یُوشیئو، هوریبه کانامارو، یوشیدا کانه‌سوکه، هارا موتوتوکی، کاتائوکا تاکافوسا، ماسه ماساآکی، اونودرا هیده‌کازو، هازاما میتسونوبو، ایسوگای ماساهیسا، چیکاماتسو یوکیشیگه، تومینوموری ماسایوری، اوشیئودا تاکانوری، هایامی میتسوتاکا، آکابانه شیگه‌تاکا، اوکودا شیگه‌موری، یادا سوگه‌تاکه، اوئیشی نوبوکیو |       |
| میزونو تادایوکی     | محله پنجِ شیبا     | ۹ رونینی که در عمارت او نگهداری می‌شدند، عبارت بودند از: هازاما میتسواوکی، اُوکودا یوکیتاکا، یاتو نوریکانه، موراتاسو تاکائو، ماسه ماساتوکی، کایانو تسونه‌ناری، یوکوگاوا مونه‌توشی، میمورا کانه‌زونه، کانزاکی نورییاسو |       |
| ماتسودایرا سادانائو | محله دوی میتا     | ۱۰ رونینی که در عمارت او نگهداری می‌شدند، عبارت بودند از: هوریبه یاسوبه، اُوایشی یُوشیکانه، فووا ماساتانه، کیمورا سادایوکی، اکامورا ماساتوکی، سوگایا ماساتوشی، سنبا میتسوتادا، اوتاکا تاداتاکه، کایگا تومونوبو و اوکانو کانه‌هیده، امروزه به سفارت ایتالیا در توکیو تبدیل شده‌است.                                                                                  |       |
| موری اوناموتو       | محله ششمِ روپونگی  | ۱۰ نفر رونینی که در عمارت او نگهداری می‌شدند، عبارت بودند از: تاکه‌بایاشی تاکاشیگه، اُوکاجیما تسونه‌شیگه، یوشیدا کانه‌سادا، کوراهاشی تاکه‌یوکی، موراماتسو هیده‌نائو، سوگینو تسوگیفوسا، کاتسوتا تاکه‌تاکا، مائه‌بارا مونه‌فوسا، اونودرا هیده‌تومی، هازاما میتسوکازه |       |

### بحث در مورد مجازات
یک نقل و داستان در مورد تعیین مجازات ۴۷ رونین در گنجینه خاطرات خاندان یاناگیساوا آمده‌است، طبق این منبع تاریخی، مقام روجوی شوگون‌سالاری عقیده داشت که باید این ۴۷ نفر سر بریده شوند؛ زیرا حمله رونین‌ها مانند دزدان شب بوده‌است. در ابتدا، چنین مجازاتی در نظر گرفته شد. با این حال، از آنجایی که یاناگیساوا یوشی‌یاسو، ملازم پرنفوذ شوگون از این تصمیم ناراضی بود، با عالم آیین کنفوسیوسی، اوگیو سورای مشورت کرد. او گفت، عمل رونین‌ها در راستای مسیر شوگون توکوگاوا تسونایوشی و آنچه شوگون به عنوان اولین اصل امور سیاسی می‌پندارد یعنی وفاداری بوده و آنان نباید عیناً مانند دزدی که به ضرب و شتم دست زده مجازات شوند. اگر به آنان مجازات سپوکو (خودکشی آئینی) داده شود، آرمان رونین‌ها پابرجا خواهد ماند. گفته شده‌است که وقتی شوگون تسونایوشی این نظر را شنید، خوشحال شد و در تصمیم قبلی تجدید نظر کرده و مجازات را سپوکو قرار داد.

### سپّوکوی رونین‌ها

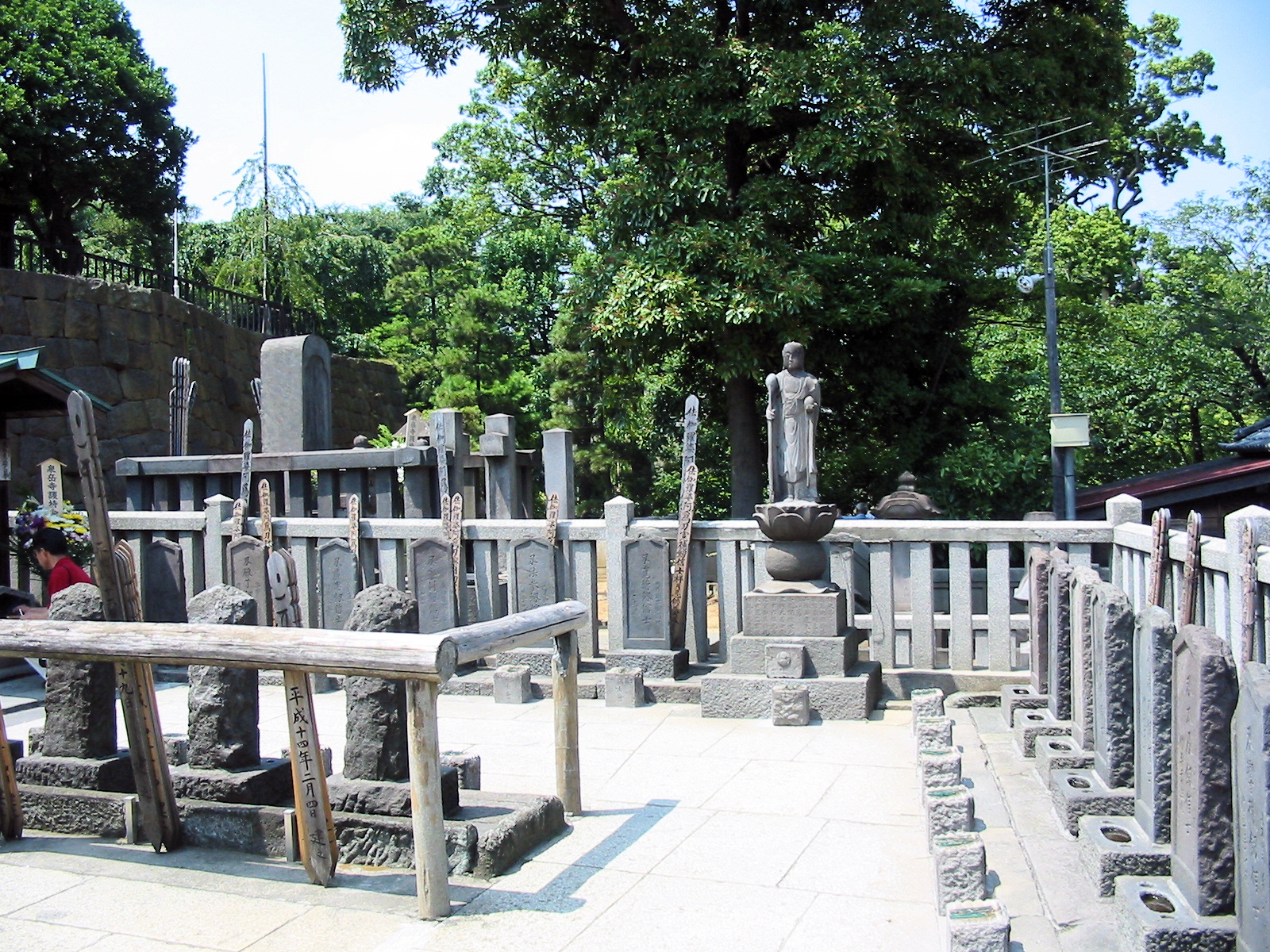
قبر چهل و هفت رونین در معبد سنگاکو

رونین‌ها در ۲۰ مارس ۱۷۰۳ میلادی، به فرمان شوگُون دست به سِپُّوکُو (شکم-دری آئینی) زدند و در کنار سرورشان در صحن معبد سِنگاکُو دفن شدند.

### حوادث بعدی
در همان ماه مصادره اموال و تبعید کیرا یوشیچیکا، نوهٔ حقیقی و فرزندخوانده کیرا یوشیناکا، از ادو به قلعه تاکاشیما در استان ناگانو امروزی به دستور شوگون سالاری انجام شد. علت این دستور رفتار بزدلانه کیرا یوشیناکا در حادثه راهروی بزرگ کاج و رفتار ناشیانه و زیر پا گذاشتن غرور در هنگام حمله رونین‌ها به عمارتش اعلام شد. بدین ترتیب شوگون سالاری در تصمیم خود در مورد کیرا که پس از حادثه راهروی کاج که هیچ مجازاتی برای او قائل نشده بود، تجدید نظر کرد. نوهٔ او کیرا یوشیچیکا در سال ۱۷۰۶ میلادی در سن ۲۰ سالگی درگذشت و به این ترتیب این شعبه از خاندان کیرا نابود شد. پس از اضمحلال این خاندان، در سال ۱۷۳۲ میلادی، نوه برادر کوچکتر کیرا یوشیچیکا از شوگون‌سالاری احیای خاندان کیرا را تحت رهبری خود درخواست کرد که مورد موافقت قرار گرفت.
پس از مرگ رونین‌ها، ۴ پسر باقیمانده از آنان که سن آنها بیشتر از ۱۵ سال بود به ایزواوشیما به تبعید کیفری فرستاده شدند اما پس از آن شهرت رونین‌ها به این جزیره نیز رسید و از پذیرایی خوبی در جزیره بهره‌مند شدند. همچنین ۱۹ فرزند پسر یتیم‌شده رونین‌ها که سن آنها کمتر از ۱۵ سال بود، ابتدا برای نگهداری، آنها را به نزد اقوامشان فرستادند و پس از رسیدن به سن ۱۵ سالگی  تبعید شدند. زنان و دختران باقیمانده از رونین‌ها مجازات نشدند.
در سال ۱۷۰۹، پس از مرگ شوگون پنجم، توکوگاوا ایه‌نوبو (زمان شوگونی ۱۷۰۹–۱۷۱۲) جانشین وی شد. او دستور بخشودگی برادر کوچکتر ناگانوری، آسانو ناگاهیرو از تبعید و اهدای ۵۰۰ ککو به وی و انتصاب به مقام هاتاموتو را صادر کرد. او همچنین توانست خاندان آسانو را به نام شعبه آسانو ناگاهیرو ادامه دهد. همچنین فرزندان یتیم رونین‌های حادثه آکو از بودن در تبعید بخشوده شدند. اُوایشی دایسابورو (۱۷۰۲–۱۷۷۰) پسر سوم اُوایشی که چند ماه پس از طلاق پدر و مادرش متولد شده بود، برابر با دارایی پدرش، ۱۵۰۰ ککو از شعبه اصلی خاندان آسانو که پایگاه آن در هیروشیما بود، دریافت کرد.
آرامگاه آنان هنوز یکی از زیارتگاه‌های پرزائر ژاپنی است. خبر این کین‌ستانی به سرعت در همهٔ ژاپن پیچید. عمل این چهل و شش رونین (سامورایی‌های بی‌سرور) با قبول عمومی روبرو شد و مردم آنان را گیشی (سلحشوران برحق) خواندند. این کین‌ستانی همگان را، به شدت تحت تأثیر قرار داد. این حادثه از آن زمان تبدیل به یک افسانه شده‌است.

## دلایل حمله آسانو به کیرا
دلیل اینکه آسانو، کیرا را زخمی کرد، به عنوان یک واقعیت تاریخی مشخص نیست. در درام‌ها و فیلم‌هایی که به حادثه آکو پرداخته‌اند، آسانو به دلیل امتناع از دادن رشوه درخواستی کیرا، مورد آزار و اذیت او قرار می‌گیرد.
در حادثه راهروی بزرگ کاج کسی که به عنوان مجرم شناخته شد و به عنوان مجازات به انجام سپوکو محکوم شد، آسانو بود، در حالی که کیرا به هیچ وجه مورد سرزنش قرار نگرفت. حتی شوگون پیامی خطاب با او جهت دلجویی فرستاد.
 آسیب دیدگی دست شما چطور است؟ اگر بهتر شدید، بدون هیچ گونه تردیدی به محل کار خود بروید. شما سالخورده هستید، بنابراین لطفاً استراحت خوبی داشته باشید.
بر اساس قانون مجازات هر دو طرف دعوا، رونین‌ها عقیده داشتند که طرف دیگر دعوا، کیرا، نیز باید مجازات شود. عدم مجازات کیرا بود که بعدها منجر به انتقام رونین‌ها و طرفداری از آنان در نقل داستان چوشینگورا شد. این قانون به دلیل این واقعیت به وجود آمده بود که سامورایی‌ها همیشه شمشیر به تن داشتند و می‌توانستند به راحتی شمشیرهای خود را بیرون آورده و فاجعه به بار بیاورند. در پی آن، پای خانواده‌ها و بستگان آنها نیز به ماجرا کشیده می‌شد. به همین جهت هر نوع دعوا و مشاجره مابین آنان خطرناک دانسته می‌شد. قانون مجازات هر دو طرف، به عنوان یک عامل بازدارنده در برابر دعوا در نظر گرفته شده بود. قانون مجازات هر دو طرف دعوا از دوره جنگ‌های داخلی ژاپن بر جا مانده بود اما تفسیر واضحی در مورد آن وجود نداشت.
هنگامی که این حادثه رخ داد، آسانو بدون اینکه هیچ گفتگویی در راهرو رد و بدل شود، به صورت یک جانبه با شمشیر کوتاهش به کیرا حمله کرده بود و کیرا بدون اینکه شمشیرش را از غلاف بیرون بکشد، سعی کرده بود بدون جنگیدن فرار کند؛ بنابراین کیرا با اتکا به اسناد جمع شده، در وقایع راهروی بزرگ کاج هیچ عمل خلافی انجام نداده بود و از نظر شوگون‌سالاری، حمله یک طرفه بود و دلیلی بر اجرای قانون مجازات هر دو طرف دعوا در مورد این حادثه وجود نداشت. با این حال، به نظر رونین‌ها دلیلی که آسانو برای حمله ذکر کرده بود، «کینه» بود و اعمالی که موجب به وجود آوردن «کینه» می‌شوند، نوعی «نزاع» محسوب می‌شوند و در نتیجه کیرا را مستحق مجازات می‌دانستند؛ بنابراین استدلال، بررسی محتوای «کینه» در این مورد مهم تلقی می‌شود.

### تئوری کینه به علت تحقیر
هوریبه کانامارو، یکی از چهل و هفت رونین، قبل از حمله نهایی در «گزارش شخصی هوریبه کانامارو یاهی» نوشته‌است که دلیل اصلی کینه سخنان تحقیرآمیز کیرا بوده‌است. هرچند هوریبه قادر به آگاهی از نحوه صحبت کردن کیرا نبوده‌است و این اطلاعات جزو شنیده‌های او به‌شمار می‌آید و اعتبار آن شک برانگیز است، اما حداقل می‌توان استنباط کرد که رونین‌ها اعتقاد داشتند که سخنان تحقیرآمیزی به اربابشان گفته شده‌است.

### رشوه
پس از بروز حادثه طبق نوشته‌های معاصران، علت اختلاف بین این دو نفر این بود که کیرا به‌طور ضمنی رشوه می‌خواست، اما آسانو حاضر نبود به او رشوه بدهد. از طرف دیگر، کیرا مسئول آموزش به دایمیوی ثروتمندی مانند آسانو با ۵۰ هزار ککو ثروت قرار داده شده بود. هر چند کیرا از نظر مقام بسیار بلندپایه بود اما دارایی‌اش نسبتاً کم و حدود ۴۲۰۰ ککو بود. در آن زمان رسم بود که هزینه راهنمایی یا نوعی هدیه می‌دادند و این انتظار کیرا موضوعی طبیعی بود.
در یک منبع تاریخی به نام اوموروچوکی، نوشته آساهی شیگه‌آکی در مورد رشوه چنین ذکر شده‌است:
از آنجا که کیرا آدم حریصی است و در عوض هدیه‌هایی که از دایمیوها می‌گرفت به آنان اطلاعات و آموزش می‌داد، ملازمان آسانو هم که در ادو بودند به اربابشان توصیه کردند که هدایایی برای کیرا بفرستد اما او گفت لازم نیست با پرداخت رشوه دل او را به دست بیاوریم. کیرا چون در این باره از آسانو ناخوشنود بود، به او اطلاعات لازم را نمی‌داد و موجب می‌شد که آسانو در کار پذیرایی اشتباه کند و به خاطر همین بارها شرمسار شد. آسانو به همین علت کینه از کیرا به دل گرفت و در راهروی قلعه شمشیر خود را بیرون کشید و آن را بر سر کیرا کوبید.
آساهی شیگه‌آکی در آن زمان در ناگویا بود، بنابراین به نظر می‌رسد که این شایعه‌ای بود که در سراسر کشور گسترش یافته بود.

### رقابت در تولید نمک

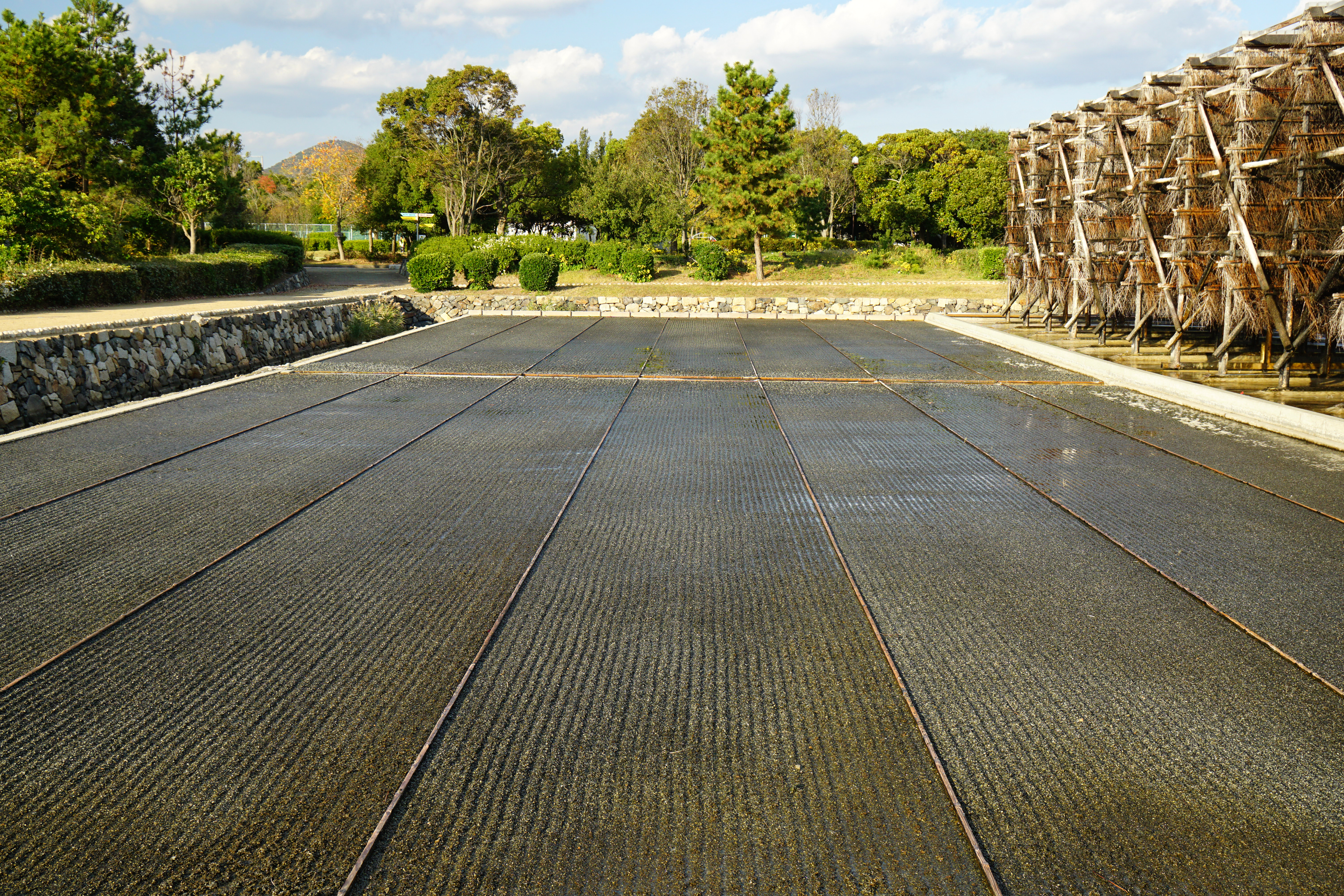
مزارع بازسازی شده تولید نمک در موزه آکو

یک تئوری وجود دارد که کیرا و آسانو در مورد تولید و کانال‌های فروش نمک در منطقه کیرا و قلمروی آکو با یکدیگر رقابت و درگیری داشتند. نمکی که در قلمروی آکو تولید می‌شد، نسبت به نمک منطقه کیرا کیفیت بهتری داشت. کیرا جهت پی بردن به شگرد تولید نمک، یک جاسوس به قلمروی آکو فرستاد، اما این جاسوس دستگیر و اعدام شد. این حادثه باعث خصومت کیرا شد و در نتیجه آسانو را مورد اذیت و آزار قرار داد. صحت تاریخی این تئوری رد شده‌است.

### اذیت و آزار کیرا
طبق گمانه‌زنی‌های موجود در کتاب «هیده‌کی آکو» (نوشته یوشینوری سوگیموتو، اهل قلمروی کاگا در سال ۱۶ گنروکو) که تاریخ واقعی را با افسانه در هم آمیخته، کیرا در اصل فردی حریص و طعنه‌زن بود که همیشه هنگام حرف زدن مبالغه می‌کرد و از دادن راهنمایی کافی به کسانی که به وی هدیه ناکافی می‌دادند، کوتاهی می‌کرد یا پشت سرشان بد می‌گفت.

### خصوصیات اخلاقی و روانی آسانو
جراحی که معالجه کیرا را بعد از حادثه برعهده داشت، در دفتر روزانه خود نوشته‌است شاید چیزی بود که آسانو نمی‌توانست تحمل کند. آسانو معمولاً زودرنج و ناشکیبا بود. به نظر آسانو، کیرا را پیدا کرد و یک دفعه با شمشیر صورت او را برید. وی افزود که رابطه کیرا یوشیناکا و آسانو برای مدتی بد بوده‌است.
آسانو ناگانوری از سه روز قبل از حادثه، از عود بیماری مزمن خارش بدن در رنج بوده و در روز پذیرایی از نظر جسمی و روحی حال مساعدی نداشته‌است.

## واکنش مردم عادی

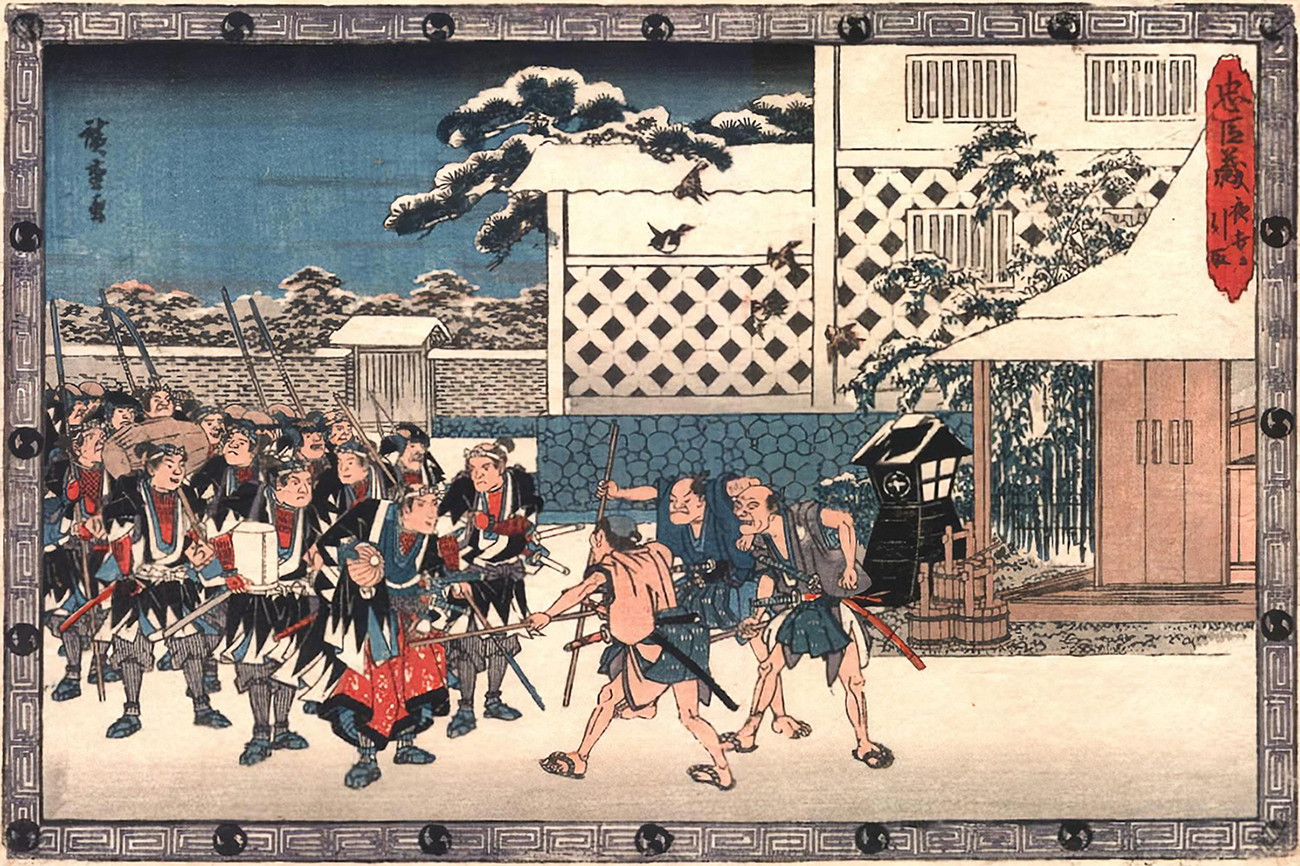
چاپ‌نقش چوبی یا اوکی‌یوئه اثر اوتاگاوا هیروشیگه، رونین‌ها پس از حمله به عمارت کیرا و رفتن به طرف معبد سنگاکو، ارباب قلمروی سندای هنگامی‌که که از جلوی عمارت او رد می‌شوند با فرستادن ملازمشان از آنان دعوت می‌کند که برای رفع خستگی به عمارت او داخل شوند.

این رویداد برای مردم عادی در آن زمان بسیار پرشور بود و عموم مردم علاقهٔ شدیدی به رونین‌های آکو که تجسم وفاداری بودند، از خود نشان دادند. بلافاصله پس از حادثه آکو، آثار بسیاری با نقش و نگار دربارهٔ آن خلق شد.
افکار عمومی همچنین بقیه رونین‌ها را که پیمان‌نامه را امضا کرده بودند اما در حمله نهایی شرکت نکردند، به ترسو بودن متهم می‌کردند. زندگی این رونین‌ها در جامعه، که تعدادشان به حدود ۷۰ نفر می‌رسید، به سختی افتاد. برخی از آنان، نام خود را تغییر دادند و گذشته خود را پنهان کردند، برخی هم به کشاورزی روی آوردند و در مناطق دور از شهر به زندگی ادامه دادند. مردم نه تنها خود آنان را، بلکه خانواده‌شان را نیز مقصر می‌دانستند. برای نمونه عموی اُوایشی یُوشیئو، اویاما یوشیمورو از آنجا که با او اختلاف نظر پیدا کرد، پیمان‌نامه را از او پس گرفت. پس از موفقیت انتقام، دامادش دختر او را به عنوان اینکه دختر یک ترسو است، طلاق داد.

## بحث در مورد حادثه

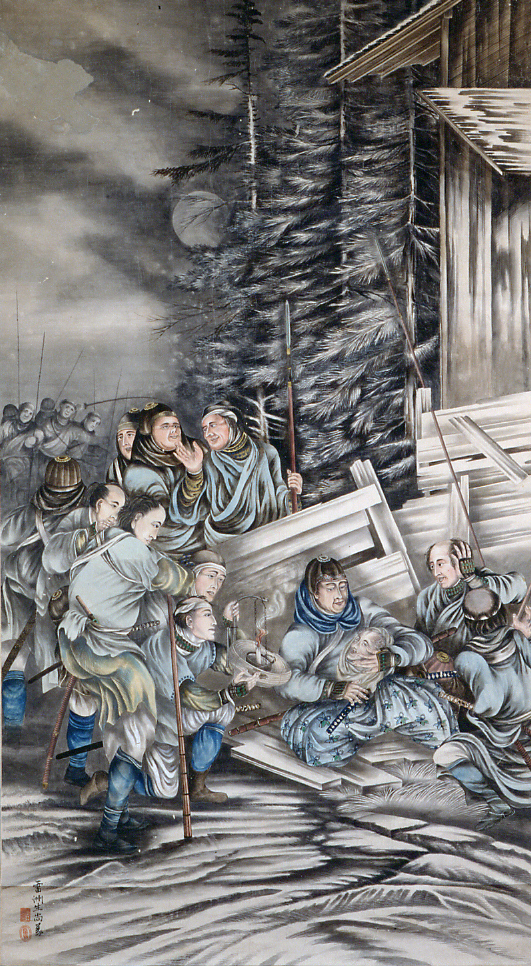
یک نگاره از حادثه آکو

حادثه آکو به یکی از بزرگترین موضوع‌های بحث و جدال در دوره ادو تبدیل شد. در زمان وقوع رویداد نظر دانشمندان درجه یک به شدت با یکدیگر تفاوت داشت. فیلسوفانی مانند هایاشی هوگو و مورو کیوسو استدلال می‌کردند که چهل و هفت رونین یک انتقام موجه انجام دادند و صالح بودند. در حالی که فیلسوفانی مانند ساتو نائوکاتا و دیگران با این نظریه مخالفت می‌کردند. نظر اوگیو سورای از علمای کنفسیوس‌گرایی، این بود که حادثه اکو از نظر شخصی وفاداری و از نظر جامعه جرم و گناهکاری شمرده می‌شود و از نظریه عادل و برحق بودن ۴۷ رونین انتقاد کرد. او نظر داد که اگر نظر شخصی مقدم بر نظر جامعه شود، پس از آن دیگر نمی‌توان قانون را در جامعه پابرجا نگه داشت.
دازای شوندای محقق کنفسیوس‌گرایی در نوشته‌ای به نام مبحث چهل و هفت آکوروشی، به‌طور کامل نظریه «سامورایی‌های صالحْ بودنِ» چهل و هفت رونین را مورد انتقاد قرار داد. طبق گفتهٔ او مجازات سپوکو برای آسانو ناگانوری به علت زخم سبکی که به کیرا یوشیناکا زده بود، نامناسب بود؛ بنابراین، رونین‌ها به جای این که از کیرا کینه به دل بگیرند باید از شوگون‌سالاری کینه می‌گرفتند. به نظر او بهتر بود که آنان با فرستادگان شوگون که برای تحویل قلعه آکو آمده بودند می‌جنگیدند و پس از آتش زدن قلعه، خود سپوکو انجام می‌دادند.
چند دهه بعد نیویی میتسوگی (۱۷۹۲ – ۱۷۱۲)، رونین‌ها را مورد انتقاد قرار داد و نوشت «هر چند رونین‌ها کار و موقعیت خود را به عنوان یک سامورایی از دست داده بودند، اما کار و مسئولیت آنان به عنوان یک انسان پایان نیافته بود. آنان احتمالاً مسئولیت تأمین هزینه‌های زندگی همسر و فرزندان و حفظ خانواده خود را بر عهده داشتند.»
همین‌طور قتل کیرا توسط ملازمان خاندان آسانو نیز غالباً در قالب آدائوچی به تصویر کشیده شده‌است. آدائوچی در آن زمان به معنای انتقام گرفتن مشروع از کشته شدن خویشاوندان بزرگسال‌تر بود. در مورد اینکه آیا عملکرد ملازمان باید «انتقام» صرف یا «آدائوچی» در نظر گرفته شود، اختلاف نظر وجود دارد.

### ارزیابی دوره کنونی
تا مدت‌ها پیش، هر ساله در ۱۴ دسامبر به مناسبت یادبود این حادثه درام‌ها و مستندهایی از تلویزیون پخش می‌شد، اما اخیراً به نظر می‌رسد این موضوع محبوبیت خود را از دست داده‌است. در سال‌های اخیر افکار عمومی در مورد این حادثه و همچنین داستان چوشینگورا به‌طور قابل توجهی تغییر کرده‌است. هر چند داستان چوشینگورا از نظر قدرت دراماتیک شگفت‌انگیز است اما با واقعیت تاریخی موضوع فاصله زیادی دارد. در این داستان تلاش شده‌است که یک تصویر خوب از آسانو و یک تصویر بد از کیرا ارائه شود. برخلاف اینکه دلایل حمله آسانو به کیرا روشن نیست دلایل قانع کننده‌ای برای این حمله، برای مردم دوره ادو که چیزی از جزئیات واقعیت حادثه نمی‌دانستند، به داستان افزوده شده‌است همچنین به نظر می‌رسد که آسانو از نوعی بیماری زمینه‌ای رنج می‌برده و در مقابل فشار روانی بسیار آسیب‌پذیر بوده‌است. در عصر حاضر پژوهشگرانی مانند ریوجی یاماگیشی، مدیر انجمن باستان‌شناسی ژاپن، اصل حادثه را به عنوان یک حادثه تروریستی و کشته شدن یک پیرمرد در منزلش توسط ۴۷ مرد تفسیر می‌کنند. یاماگیشی نوشته‌است که در داستان چوشینگورا پیرمردی که برای شوگون‌سالاری کار می‌کرد، یک ارباب معصوم و بی‌گناه را  مورد اذیت و آزار قرار می‌دهد. این موضوع باعث کینه او (آسانو) و بروز حادثه در راهروی بزرگ کاج (داخل قلعه ادو) شد که صدور حکم قتل او را در پی داشت. با این حال، برخلاف قانون مجازات هر دو طرف دعوا، طرف مقابل (کیرا) تبرئه شد و به این ترتیب شوگون‌سالاری عدالت را اجرا نکرد. ملازمانِ ارباب سابق از این بی‌عدالتی خشمگین شدند و حوادث تحقیرآمیزی را تحمل کردند و سرانجام با کشتن دشمن اربابشان، عدالت را به دست خود اجرا کردند. این داستان نشاط‌آور عدالت شاعرانه و مجازات بدکاران حتی با گذشتن از اعصار هنوز ما را تحت تأثیر قرار می‌دهد اما چوشینگورا فقط داستانی است که از حادثه آکو الگو گرفته‌است و بازتولید صادقانهٔ همهٔ وقایع واقعی نیست.

## در هنر
بلافاصله پس از این واقعه، در مورد مناسب بودن این انتقام‌جویی، احساسات مختلفی در میان روشنفکران به وجود آمد. با این حال، با گذشت زمان، داستان به نمادی از وفاداری به ارباب و بعداً، وفاداری به امپراتور تبدیل شد و این رویداد به عنوان موضوع درام، داستان‌سرایی و هنرهای تجسمی مورد توجه قرار گرفت. فضایل سامورایی، که ظاهراً در طی سال‌های طولانی صلح فراموش شده بودند، دوباره مطرح شدند. شعرها و مقاله‌های بی‌شماری حادثه آکو را توصیف کردند و تا سال ۱۸۴۴ کمتر از ۴۷ نمایشنامه در مورد رونین‌ها نوشته شده بود.
حادثه چهل و هفت رونین یکی از محبوب‌ترین موضوعات در هنر ژاپن بوده‌است. دونالد کین، پژوهشگر و نویسنده در مورد ادبیات ژاپن، دلیل اجتماعی محبوبیت داستان چوشینگورا را در نزد مردم دوره گنروکو؛ اوضاع اجتماعی آن زمان می‌داند. در دوره گنروکو، نزدیک به ۱۰۰ سال از نبرد سکیگاهارا گذشته بود و در طی این مدت مردم در صلح کامل زندگی می‌کردند و اعتقاد بر این بود که بوشیدو (راه و رسم سامورایی) مربوط به گذشته‌است؛ داستانی است که دیگر هرگز برنمی‌گردد. با این حال، رؤیای گذشته کاملاً ناگهانی بازگشت؛ و آن انتقام مرگ ارباب توسط ۴۷ رونین بود.
به تازگی این داستان حتی به هنر غربی هم وارد شده‌است. در جهان غرب برای سال‌های متمادی، نسخه‌ای از وقایع این داستان توسط الگرنن فریمن‌میتفرد در قصه‌های ژاپن قدیم بازگویی شد که به‌طور کلی معتبر قلمداد می‌شد. توالی رویدادها و شخصیت‌های این روایت محبوب، مورد استقبال مخاطبان مختلف در کشورهای غربی قرار گرفت. میتفورد خوانندگان خود را دعوت می‌کرد تا داستانی که او در مورد چهل و هفت رونین ارائه کرده‌است را یک رخداد تاریخی دقیق تصور کنند. برای مدت‌های طولانی نسخه میتفورد به عنوان یک اثر استاندارد در نظر گرفته می‌شد اما اکنون برخی از جزئیات آن زیر سؤال رفته‌است.

### نمایش
این حادثه بلافاصله الهام‌بخش نمایشنامه‌های کابوکی و بونراکو شد؛ گفته می‌شود که در همان ماه مرگ ارباب آسانو ناگانوری، نمایشی به نام «هیگاشی یاما ایگا بوتای» (نمایش افتخار کوه‌های شرق) و سپس بلافاصله پس از مرگ ۴۷ رونین نمایشی به نام «آکه‌بونو سوگا نو یوچی» (حمله شبانه سوگا) در نمایشخانهٔ ناکامُورا در اِدو به روی صحنه آمده‌است اما چون ثبتی از اجرای این دو نمایشنامه باقی نمانده‌است، صحت آن مورد تردید است. «کیسی یاتسو نو هاناکاتا» اولین نمایش ثبت شده بر اساس این رویداد است که در پاییز سال ۱۷۰۳ میلادی در اوساکا روی صحنه رفت.
روایت خیالی و اقتباس گرفته از حادثه چهل و هفت رونین به عنوان چوشینگورا شناخته می‌شود. موفق‌ترینِ این اقتباس‌ها، نمایشنامه عروسکی بونراکو بود که به نام کاناده‌هون چوشینگورا (اکنون به سادگی چوشینگورا یا خزانه نگهبانان وفادار) خوانده می‌شود که در سال ۱۷۴۸ توسط تاکدا ایزومو و دو دستیار نوشته شد بعداً در یک نمایش کابوکی اقتباس شد که هنوز هم یکی از محبوب‌ترین‌های ژاپن است. در نمایش، برای جلوگیری از توجه سانسورگران، وقایع به گذشته‌های دور، به فرمانروایی آشیکاگا تاکائوجی و دوره موروماچی (۱۳۳۶–۱۵۷۳) منتقل و نام اشخاص تغییر داده شده‌است.
در ایران نمایشنامه چوشینگورا در سال ۲۰۰۹ برای نخستین بار توسط علی فردوسی به فارسی برگردانده و به چاپ رسیده‌است.

### اپرا
این داستان توسط شیگه‌آکی سائه‌گوسا در سال ۱۹۹۷ به یک اپرا تبدیل شد.

### سینما و تلویزیون
تا زمان ظهور تلویزیون، داستان چوشینگورا محبوب‌ترین ژانر در فیلم مدرن ژاپنی بود. بسیاری از نمایش‌های تلویزیونی ژاپن، از جمله برنامه‌های تک قسمتی، سریال‌های کوتاه، تک فصلی و حتی مجموعه‌های یک ساله مانند دای چوشینگورا و چندین قسمت از مجموعه تلویزیونی تایگا، آکوروشی (۱۹۶۴)، سرگذشت صلح دوره گنروکو (۱۹۷۵)، جمعی در قله (۱۹۸۲) و گنروکو ریوران (۱۹۹۹) بر اساس این رویداد ساخته شده‌اند. برخی از این فیلم‌ها کاملاً به چوشینگورا وفادار هستند، درحالی‌که برخی دیگر از عناصر غیر مرتبط نیز استفاده می‌کنند یا جزئیات را تغییر می‌دهند. به‌علاوه، اسپین-آف رویدادها و شخصیت‌هایی را که در چوشینگورا نیستند، نیز در نمایش داخل داده می‌شوند. اولین فیلم بر اساس این حادثه با بازی اونوئه ماتسونوسوکه بود که تاریخ اکران فیلم مورد تردید است، اما احتمالاً بین سال‌های ۱۹۱۰ و ۱۹۱۷ بوده‌است. اما در دهه ۱۹۳۰ یک رویکرد متمایز مدرن فیلم ایجاد شد، که مستقیماً بیشتر از واقعه تاریخی آکو استفاده می‌کردند در حالی که از بسیاری از عناصر افسانه‌های آخرالزمانیِ سنت قصه‌گویی کادان را نیز در خود جای داده بودند؛ درست همان‌طور که سنت کابوکی تعداد بی‌شماری از چرخش از موضوع اصلی کانادهون چوشینگورا را به وجود آورده بود، بسیاری از فیلم‌ها نیز به بهره‌برداری از موضوع فرعی انتقام می‌پرداختند. یکی از فیلم‌های پرشماری که با نام چوشینگورا ساخته شده‌است را کینوگاسا تینوسوکه نوشته و کارگردانی کرده‌است. این فیلم در دسامبر سال ۱۹۳۲ منتشر شد. در سال ۱۹۴۱، ارتش ژاپن به کارگردان کنجی میزوگوچی، که بعداً فیلم‌های باارزشی مانند اوگتسو مونوگاتاری را کارگردانی کرد، ساخت چهل و هفت رونین (۱۹۴۱) را سفارش داد. آنها خواهان تقویت روحیه مردم بر اساس درام تاریخی وفاداری ۴۷ رونین بودند. در عوض، کنجی میزوگوچی برای منبع خود «مایاما چوشینگورا» را انتخاب کرد، یک نمایش مغزی که با این داستان سروکار داشت. این فیلم یک شکست تجاری بود، زیرا یک هفته قبل از حمله به پرل هاربر در ژاپن اکران شد. این فیلم دارای دو بخش بود. بخش نخست در دسامبر ۱۹۴۱ و بخش دوم فوریه ۱۹۴۲ اکران شد.
نسخه دیگر فیلم در سال ۱۹۶۲ به کارگردانی هیروشی ایناگاکی، چوشینگورا: هانا نو ماکی، یوکی نو ماکی ساخته شد که برای مخاطبان غربی شناخته شده‌است. توشیرو میفونه در زندگی حرفه‌ای خود بارها به این ماجرا پرداخت. در سال ۱۹۷۱ او در مجموعه تلویزیونی ۵۲ قسمتی دای چوشینگورا به عنوان قهرمان اصلی اُوایشی ظاهر شد، در حالی که در سقوط قلعه آکو (۱۹۷۸) در نقش دایمیو تسوچیا میچینائو ایفای نقش کرد. کن ایچیکاوا، چهل و هفت رونین (۱۹۹۴) را کارگردانی کرد. در فیلم هیروکازو کورئیدا به‌نام هانا از این داستان به عنوان زیرلایه استفاده شده‌است.
در سال ۲۰۱۳، یک فیلم آمریکایی با عنوان چهل و هفت رونین با بازی کیانو ریوز ساخته شد و سپس نسخهٔ دیگری الهام گرفته از این داستان با عنوان آخرین شوالیه‌ها در سال ۲۰۱۵ اکران شد.
رونینها شخصیت‌های اصلی در یک مینی سریال طنز کارتون هستند که در ۲۰۱۴ توسط ستان ساکای (کارتونیست) و مایک ریچاردسون (نویسنده) ساخته شده‌است.

### چاپ نقش چوبی

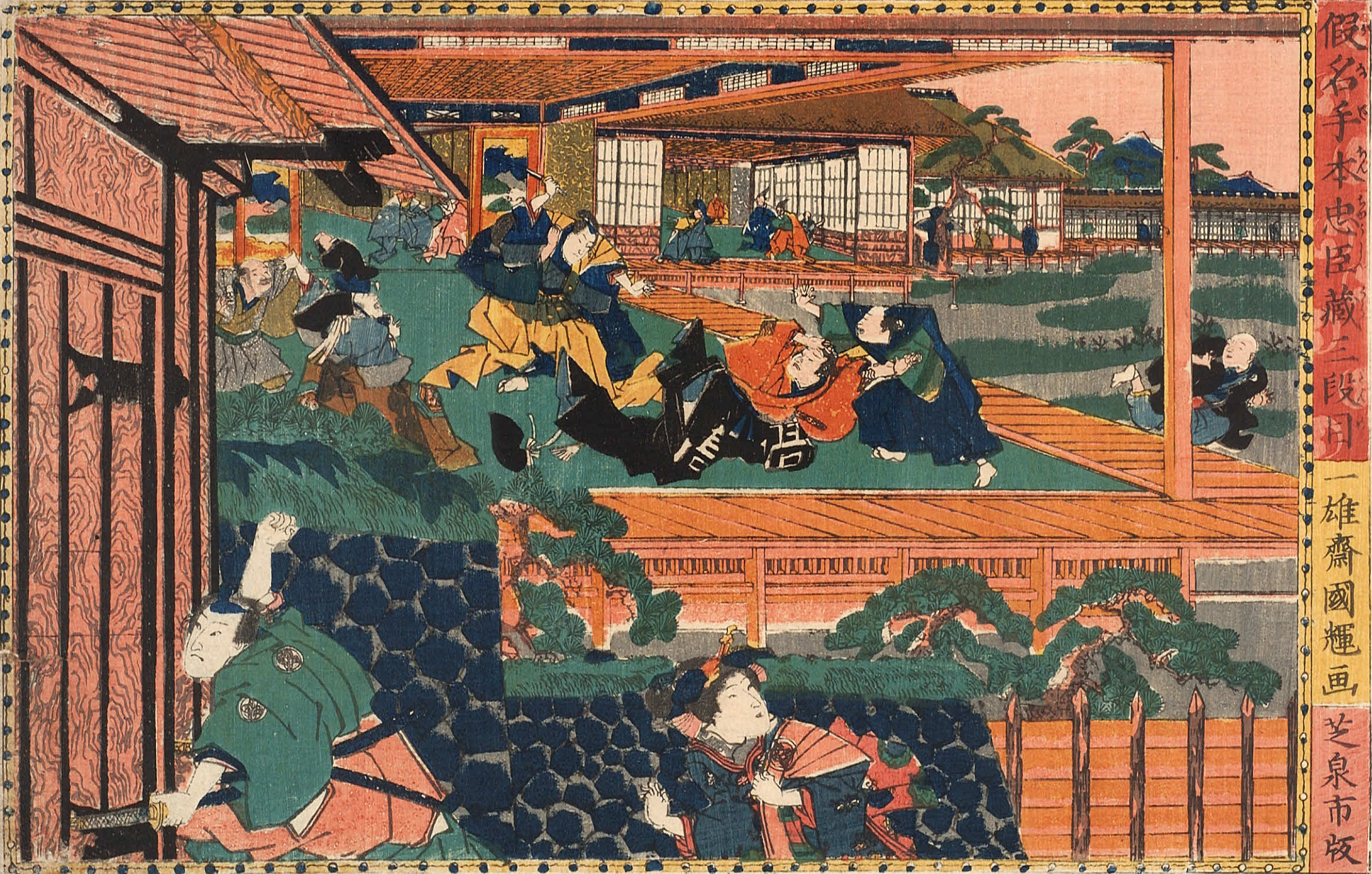
چاپ‌نقش چوبی یا اوکی‌یوئه از حمله به کیرا یوشیناکا در راهروی بزرگ کاج در قلعه ادو

چهل و هفت رونین یکی از محبوب‌ترین مضامین چاپ‌نقش چوبی یا اوکی‌یوئه است و بسیاری از هنرمندان مشهور از وقایع اصلی، صحنه‌های نمایش یا بازیگران چاپ‌هایی را به تصویر کشیده‌اند. از جمله هنرمندانی که چاپ‌هایی در این زمینه انجام داده‌اند، اوتامارو، کونی‌سادا، کاتسوشیکا هوکوسائی، هیروشیگه، یوشی‌توشی هستند. اوتاگاوا کونی‌یوشی حداقل یازده مجموعه کامل جداگانه در این زمینه به همراه بیش از بیست سه‌لتی تولید کرده‌است.
همچنین در سال ۱۹۰۲ اوگاتا گکو مجموعه ای به نام چهل و هفت رونین را خلق کرد.

### ادبیات
اولین گزارش شناخته شده از حادثه آکو در جهان غرب در سال ۱۸۲۲ در کتاب ایزاک تیتسینگ منتشر شد. این کتاب پس از مرگ وی منتشر شد. قوانین سانسور شوگون‌سالاری توکوگاوا ۷۵ سال پس از وقایع مورد بحث در اواخر قرن هیجدهم، هنگامی که ایزاک تیتسینگ، ژاپن‌شناس، برای اولین بار داستان چهل و هفت رونین را به عنوان یکی از وقایع مهم دوره گنروکو ثبت کرد، تا حدودی سهل‌گیرانه‌تر شده بود.

## معابد مخصوص

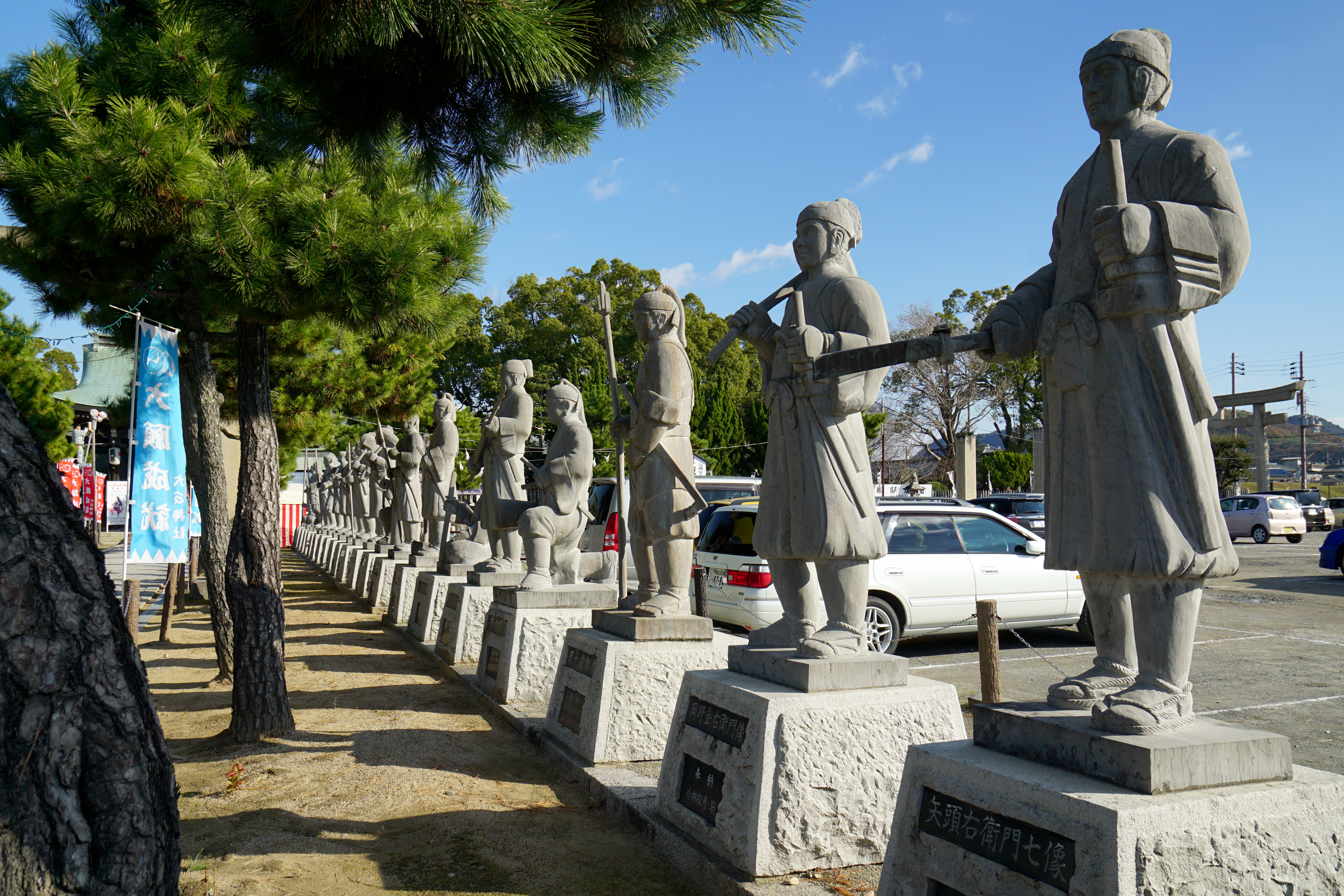
مجسمه سنگی ۴۷ رونین در معبد آکواوایشی در شهر آکو در استان هیوگو

در دوره ادو، امکان بزرگداشت چهل و هفت رونین وجود نداشت، اما در سال ۱۸۶۸ (اولین سال دوره میجی)، پس از آنکه امپراتور میجی یک پیام‌رسان، معبد سنگاکو، به جایی که مقبره آکوروشی/رونین‌ها در آنجا بود، فرستاد و تسلیت و همدلی خود را با آنان نشان داد. دو معبد اُوایشی در کیوتو و آکو، هیوگو برای احترام و عبادت رونین‌ها ساخته شد.

## یادبود
- هر ساله در ۱۴ دسامبر، معبد سنگاکو، جایی که آسانو ناگانوری و رونین‌ها دفن شده‌اند، بزرگداشت این رویداد برگزار می‌شود.[۹۴]
- فستیوال آکوروشی، هر ساله در روز ۱۴ دسامبر در استان هیوگو در شهر آکو، هیوگو به یادبود چهل و هفت رونین از سال ۱۹۰۳ میلادی برگزار می‌شود.[۹۵]

## منبع‌شناسی
- منابعی که توسط معاصران نوشته شده‌است.
  - آکوگیجین روکو: این کتاب توسط مورو کیوسو (۱۶۵۸ – ۱۷۳۴) فیلسوف نئوکنفسیوسیسم در ماه نوامبر سال ۱۷۰۳ نوشته شده و در سال ۱۷۰۹ میلادی بازنویسی شده‌است. در این اثر موضوع انتقام در حادثه آکو مورد تمجید قرار گرفته و زندگی‌نامه‌ای کوچکی از چهل و هفت رونین، به‌طور واقع‌گرایانه شرح داده شده‌است.[۹۶]
  - اوموروچوکی: این منبع تاریخی توسط آساهی شیگه‌آکی یک سامورایی در قلمروی اُواری نوشته شده‌است. آساهی شیگه‌آکی نوشتن دفتر خاطرات روزانه، اوموروچوکی، را از ۱۶۹۱ آغاز کرد و پایان آن ۲۸ سال و هشت ماه بعد در سال مرگ وی ۱۷۱۸ بود. این یادداشت ۳۷ جلد هستند و کلاً بالغ بر ۲ میلیون کلمه می‌شوند.[۹۷] در سال ۱۹۸۴ پژوهشگر تاریخ کوساکا جیرو کتابی در توضیح و نقد این یادداشت‌ها به عنوان «گنروکو اوتاتامی بوگیو نو نیکی» چاپ کرد.[۹۸]
  - خاطرات روزانه اوکاموتو موتوتومو: یکی از منابع تاریخی در مورد دوره گنروکو و حادثه آکو است.[۹۹] این کتاب توسط اوکاموتو موتوتومو (۱۶۶۱–۱۷۱۲) یکی از مقام‌های اداری در قلمروی آکیتا، نوشته شده‌است. این یادداشت‌ها بالغ به پنج طومار است او نوشتن طومار اول دفتر خاطرات روزانه را از آغاز سال نوی ۱۶۹۵ آغاز کرد. طومار پنجم به ماه آوریل سال ۱۷۰۷ ختم می‌شود.[۱۰۰]
  - گوسکیکن مون کی: بنا بر فرضیه‌ها دفتر خاطرات روزانه اوچی‌آی کاتسونوبو سامورایی اهل قلمروی آکو و از ملازمان همسر ارباب آسانو ناگانوری، یکی از منابع تاریخی باارزش در مورد حادثه آکو است.[۱۰۱]